# Liste der Biografien/Hai
Liste der Biografien |
Portal Biografien |
Personensuche
# |
A |
B |
C |
D |
E |
F |
G |
H |
I |
J |
K |
L |
M |
N |
O |
P |
Q |
R |
S |
T |
U |
V |
W |
X |
Y |
Z |
?
 
Ha |
Hd |
He |
Hi |
Hj |
Hk |
Hl |
Hm |
Hn |
Ho |
Hr |
Hs |
Ht |
Hu |
Hv |
Hw |
Hy
 
Haa |
Hab |
Hac |
Had |
Hae–Haf |
Hag |
Hah |
Hai |
Haj |
Hak |
Hal |
Ham |
Han |
Hao |
Hap |
Haq |
Har |
Has |
Hat |
Hau |
Hav |
Haw |
Hax |
Hay |
Haz
Die Liste der Biografien führt alle Personen auf, die in der deutschsprachigen Wikipedia einen Artikel haben. Dieses ist eine Teilliste mit 508 Einträgen von Personen, deren Namen mit den Buchstaben „Hai“ beginnt.

## Hai
- Hai Gaon (939–1038), Gaon zu Pumbedita
- Hai, Ching (* 1950), vietnamesische Schriftstellerin
- Hai, Rui (1514–1587), chinesischer Beamter

### Haib
- Haibach, Holger (* 1971), deutscher Politiker (CDU), MdB
- Haibach, Marita (* 1953), deutsche Politikerin (Die Grünen)
- Haibach, Otto (1897–1999), deutscher Kartograph und Markscheidekundler
- Haibel, Hans (* 1931), deutscher Ingenieur und Senator (Bayern)
- Haibel, Jakob (1762–1826), österreichischer Komponist, Sänger und Chrorregent
- Haibel, Sophie (1763–1846), österreichische Sängerin, Schwägerin und Krankenpflegerin Mozarts
- Haibel, Willy (1901–1984), deutscher Schauspieler
- Haiber, Erich (1925–2011), deutscher Manager
- Haiber, Stephanie (* 1973), deutsche HörfunkmoderatorinStephanie Haiber (* 1973)

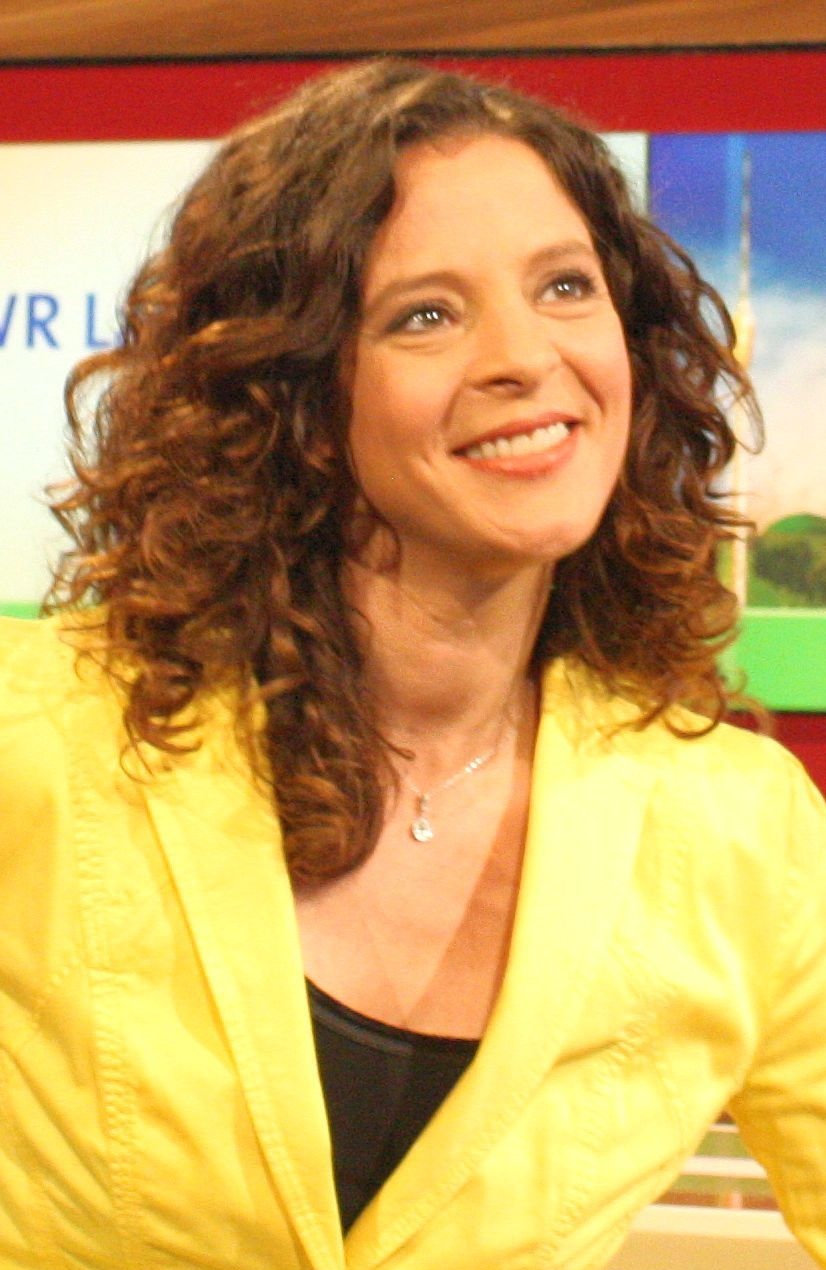
Stephanie Haiber (* 1973)

- Haiberger, Eduard (1887–1945), österreichischer römisch-katholischer Geistlicher, Zisterzienser und Gegner des Nationalsozialismus
- Haiblum, Isidore (1935–2012), amerikanischer Science-Fiction und Krimi-Autor
- Haiböck, Josef (1917–2002), österreichischer Offizier im Bundesheer der Ersten Republik Österreich, in der Luftwaffe der Wehrmacht und im österreichischen Bundesheer
- Haiböck, Lambert (1905–1976), österreichischer Autor und Journalist
- Haiböck, Tania (* 1974), österreichische Triathletin

### Haic
- Haich, Elisabeth (1897–1994), ungarische Pianistin, Bildhauerin und Esoterikerin
- Haich, Heinrich († 1454), deutscher Weinhändler, vermögender Kölner Bürger und Kölner Ratsmitglied

### Haid
- Haid, Bertram (* 1964), österreichischer Cartoonist
- Haid, Bruno (1912–1993), stellvertretender Minister für Kultur der DDRBruno Haid (1912–1993)

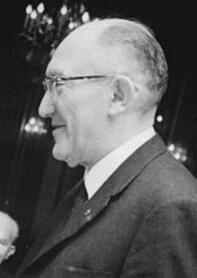
Bruno Haid (1912–1993)

- Haid, Franz (1854–1906), österreichischer Theaterschauspieler und regisseur
- Haid, Fritz (1906–1985), deutscher Miniaturmaler, Zeichner und Aquarellmaler
- Haid, Gerlinde (1943–2012), österreichische Volksmusikforscherin
- Haid, Grit (1900–1938), österreichische Schauspielerin
- Haid, Hannes (* 1963), österreichischer Basketballspieler
- Haid, Hans (1938–2019), österreichischer Volkskundler, Bergbauer und Mundartdichter
- Haid, Helmut (1938–2019), österreichischer Hürdenläufer und Sprinter
- Haid, Herenäus (1784–1873), deutscher römisch-katholischer Theologe, Autor und Übersetzer
- Haid, Johann Elias (1739–1809), deutscher Maler und Kupferstecher
- Haid, Johann Herkules (1738–1788), deutscher Gymnasialprofessor in Ulm, Schriftsteller der Landeskunde und Volkswirtschaft
- Haid, Johann Jakob (1704–1767), deutscher Kupferstecher, Schabkünstler, Bildnismaler und Verleger
- Haid, Joseph (1801–1858), österreichischer Bildhauer des Klassizismus
- Haid, Kadra Mahamoud, dschibutische Politikerin
- Haid, Kassian (1879–1949), österreichischer Geistlicher und der 75. Generalabt des Zisterzienserordens
- Haid, Leo (1849–1924), US-amerikanischer römisch-katholischer Ordensgeistlicher, Apostolischer Vikar von North Carolina
- Haid, Liane (1895–2000), österreichische Schauspielerin und SängerinLiane Haid (1895–2000)

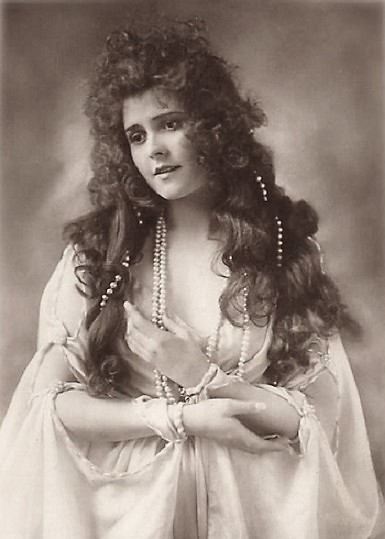
Liane Haid (1895–2000)

- Haid, Markus (* 1973), deutscher Hochschullehrer, Professor an der Hochschule Darmstadt
- Haid, Matthäus (1853–1919), deutscher Geodät und Geophysiker
- Haid, Wendelin (1803–1876), deutscher katholischer Geistlicher, Bibliothekar und Kirchenhistoriker
- Haida, Gerhard (1937–2014), deutscher Diplomat, Botschafter der DDR
- Haïda, Mahjoub (* 1970), marokkanischer Mittelstreckenläufer
- Haidacher, Franz (1915–2009), deutscher Kommunalpolitiker (SPD)
- Haidacher, Gerhard (* 1963), österreichischer Bobfahrer
- Haidacher, Sebastian (1866–1908), österreichischer Geistlicher, römisch-katholischer Kirchenhistoriker
- Haidacher, Ulrike (* 1985), österreichische Autorin und Kabarettistin
- Haidalla, Mohamed Khouna Ould (* 1940), mauretanischer Politiker, Premierminister und Staatschef von Mauretanien
- Haidar Ali (1721–1782), südindischer Feldherr und Gegner der britischen East India Company
- Haidar, Ali (1932–2022), syrischer Offizier und Baathist
- Haidar, Ali (* 1962), syrischer Politiker
- Haidar, Aminatou (* 1966), saharauische Menschenrechtsaktivistin
- Haidar, Haidar (1936–2023), syrischer Schriftsteller und Essayist
- Haidar, Mohamad (* 1989), libanesisch-sierra-leonischer Fußballspieler
- Haidar-Khan Amuogly (1880–1921), iranisch-russischer Elektroingenieur und Revolutionär
- Haidara, Amadou (* 1998), malischer FußballspielerAmadou Haidara (* 1998)

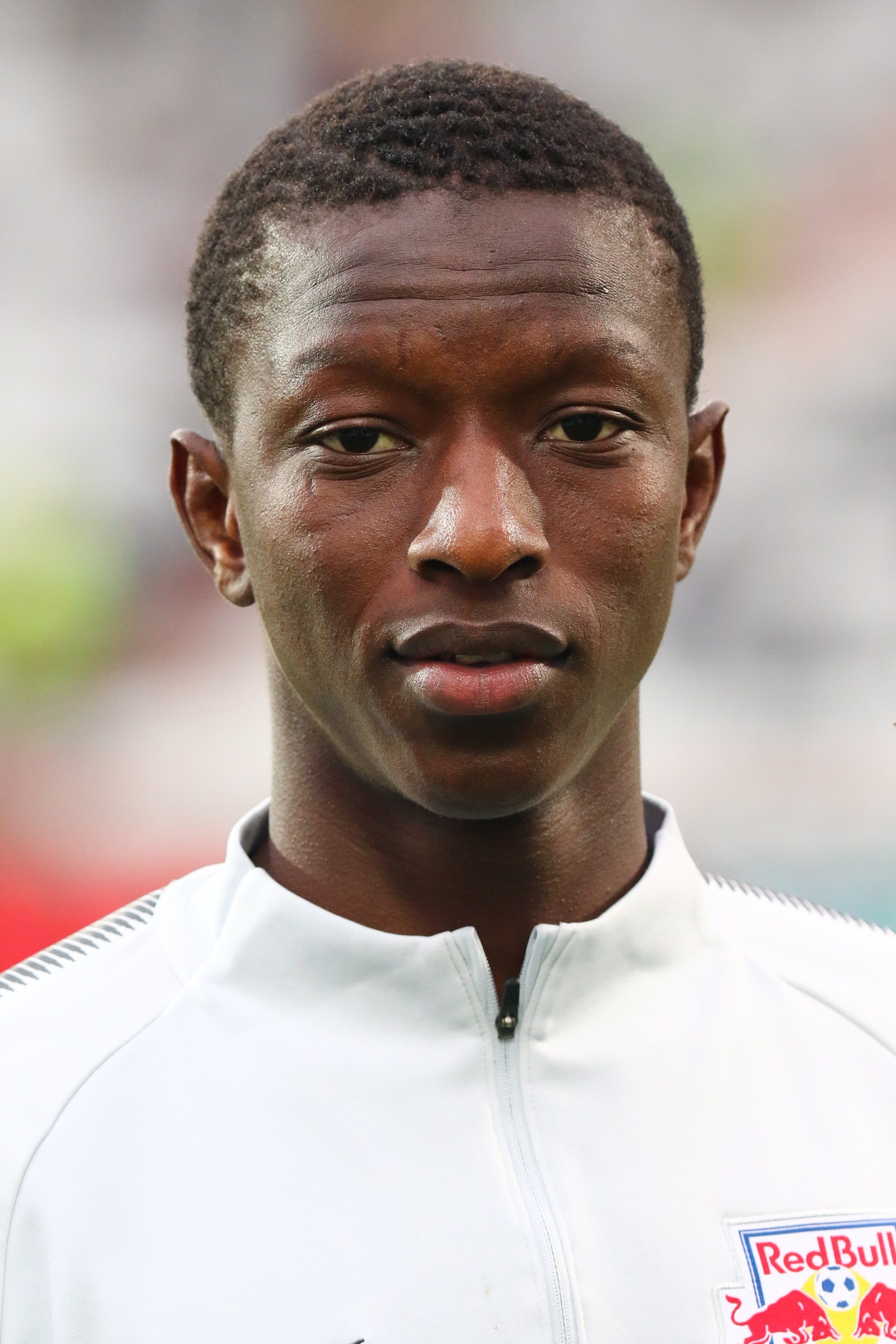
Amadou Haidara (* 1998)

- Haïdara, Eye (* 1983), französische Schauspielerin
- Haïdara, Massadio (* 1992), französischer Fußballspieler
- Haïdara, Moulaye (* 2006), malischer Fußballspieler
- Haidara, Sidiki, malischer Fotograf und Fotokünstler
- Haidari, Ali al- († 2005), irakischer Politiker und Gouverneur sowie Bürgermeister von Bagdad
- Haidari, Kawash (* 1992), afghanischer Fußball- und Beachsoccertorwart
- Haidari, Sahar al- (1962–2007), irakische Journalistin
- Haidary, Zainab (* 1990), afghanische Malerin und Fotografin
- Haidasz, Stanley (1923–2009), kanadischer Politiker und Kardiologe
- Haide, Ella von der (* 1974), deutsche Filmemacherin, Videokünstlerin, Gärtnerin und Stadtplanerin
- Haide, Friedrich (1771–1840), deutscher Theaterschauspieler
- Haidegger, Christine (1942–2021), österreichische Schriftstellerin
- Haidegger, Hans (1913–1991), Schweizer Alpinist
- Haidegger, Lotte (1925–2004), österreichische Leichtathletin
- Haidegger, Rudolf (1923–1987), österreichischer Leichtathlet
- Haiden, Anton (1886–1966), österreichischer Ingenieur, an Geologie und Paläontologie interessiert
- Haiden, Christine (* 1962), österreichische Journalistin und Autorin
- Haiden, Günter (1926–2004), österreichischer Politiker (SPÖ), Abgeordneter zum Nationalrat
- Haiden, Laurenz, österreichischer Ritter und Politiker, Bürgermeister von Wien
- Haiden, René Alfons (* 1930), österreichischer Bankmanager
- Haidenbauer, Hans (1902–1970), österreichischer Arbeiterdichter
- Haidenbucher, Maria Magdalena (1576–1650), Äbtissin des Klosters Frauenchiemsee (1609–1650)
- Haidenthaler, Leopold (1879–1961), österreichischer Schmetterlingssammler
- Haider, Ahmer, indischer Schauspieler, Filmproduzent und Regisseur
- Haider, Alfons (* 1957), österreichischer SchauspielerAlfons Haider (* 1957)

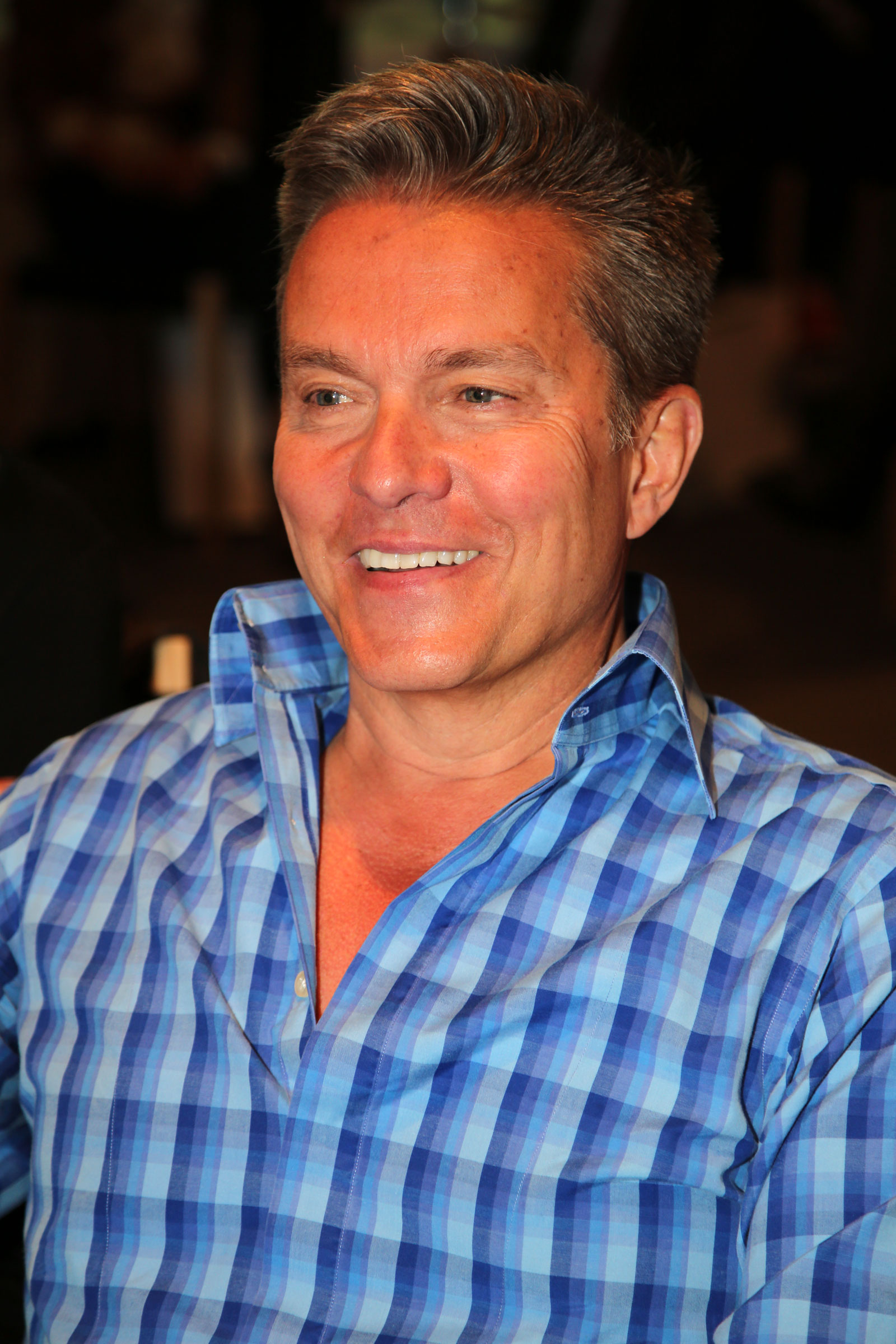
Alfons Haider (* 1957)

- Haider, Alois (* 1948), österreichischer Schriftsteller
- Haider, Andreas, deutscher Maler
- Haider, Armin (* 2005), österreichischer Fußballspieler
- Haider, Bernhard (* 1958), deutscher Eishockeytorwart
- Haider, Celina (* 2000), deutsche Eishockeyspielerin
- Haider, Engelbert (1922–1999), österreichischer und deutscher Skirennläufer
- Haider, Erich (* 1957), österreichischer Politiker (SPÖ), Landtagsabgeordneter
- Haider, Ernst (1890–1988), deutscher Maler
- Haider, Franz (1860–1947), österreichischer Bildhauer
- Haider, Franz (1877–1951), österreichischer Politiker (CSP), Landtagsabgeordneter, Abgeordneter zum Nationalrat, Mitglied des Bundesrates
- Haider, Franz (1907–1968), österreichischer Politiker (KPÖ)
- Haider, Friedrich (1921–2009), österreichischer Volkskundler, Brauchtumsforscher und Rundfunkmitarbeiter
- Haider, Friedrich (* 1961), österreichischer Dirigent
- Haider, Gabriel (* 2002), österreichischer Fußballspieler
- Haider, Gerald (* 1955), österreichischer Fußballspieler
- Haider, Gerhard (1935–2005), deutscher Hydrobiologe und Hochschullehrer
- Haider, Hans (1935–2010), deutscher Gitarrist, Instrumentenbauer und Komponist
- Haider, Hans (* 1942), österreichischer Manager
- Haider, Hans (* 1946), österreichischer Journalist
- Haider, Heinrich (1903–1978), oberösterreichischer Maler und Grafiker
- Haider, Herbert (* 1966), österreichischer Stimmenimitator, Synchronsprecher, Kabarettist und Schauspieler
- Haider, Hermann (* 1938), österreichischer Maler und Grafiker
- Haider, Hubert (1879–1971), deutscher Landschaftsmaler
- Haider, Hubert (* 1953), österreichischer Linguist
- Haider, Ilse (* 1965), österreichische Fotokünstlerin
- Haider, Jalila (* 1988), pakistanische Menschenrechtsanwältin und politische Aktivistin
- Haider, Joe (* 1936), deutscher Jazzmusiker und -pädagoge
- Haider, Johann (1921–1997), österreichischer Politiker (ÖVP), Abgeordneter zum Nationalrat
- Haider, Johannes (1954–2014), österreichischer Künstler
- Haider, Jörg (1950–2008), österreichischer Politiker (FPÖ, BZÖ), Landtagsabgeordneter, Abgeordneter zum NationalratJörg Haider (1950–2008)

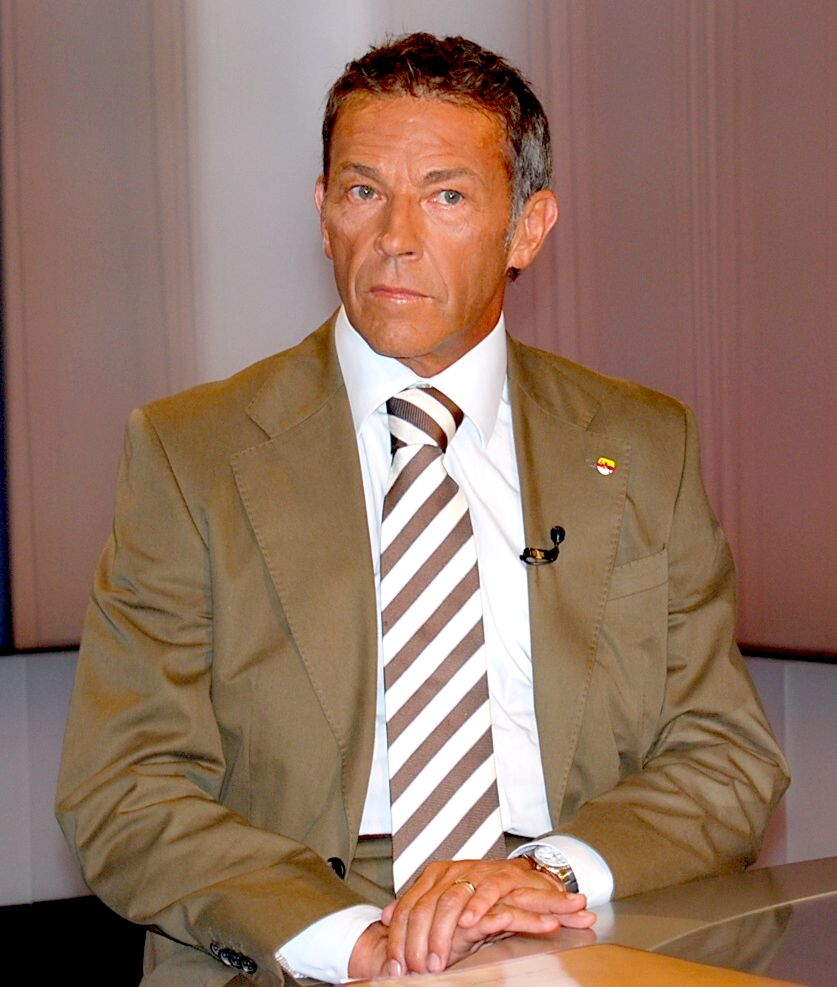
Jörg Haider (1950–2008)

- Haider, Josef (1856–1942), österreichischer Politiker
- Haider, Karl (1846–1912), deutscher Maler
- Haider, Lars (* 1969), deutscher Journalist und Chefredakteur
- Haider, Lydia (* 1985), österreichische Schriftstellerin
- Haider, Max (1807–1873), deutscher Jäger, Tierzeichner, Lithograf und Illustrator
- Haider, Maximilian (* 1950), österreichischer Physiker
- Haider, Maximilian (* 1996), deutscher Handballspieler
- Haider, Patrick (* 1989), österreichischer Fußballspieler und Torwarttrainer
- Haider, Rafael (* 1991), österreichischer Schauspieler
- Haider, Robert (1914–2004), Vater von Jörg Haider
- Haider, Roman (* 1967), österreichischer Politiker (FPÖ), Abgeordneter zum Nationalrat
- Haider, Rudolf (1896–1944), österreichischer Maurergehilfe und Feuerwehrmann, Widerstandskämpfer gegen den Nationalsozialismus
- Haider, Sarah, pakistanisch-amerikanische politische Aktivistin
- Haider, Siegfried (* 1943), österreichischer Historiker und Archivar
- Haider, Stefan (* 1972), österreichischer Theologe und Kabarettist
- Haider, Sylvia (* 1959), österreichische Schauspielerin und Drehbuchautorin
- Haider, Ursula (1413–1498), Äbtissin der Klarissenklöster Valduna und Villingen
- Haider, Wolfgang (* 1956), österreichischer Politiker (FPÖ), Abgeordneter zum Salzburger Landtag und 3. Landtagspräsident
- Haider-Dechant, Margit (* 1952), österreichische Konzertpianistin, Musikwissenschaftlerin und Professorin
- Haider-Grünwald, Gertrude, österreichische Journalistin, Autorin, Kunstkritikerin und Ausstellungskuratorin
- Haider-Maurer, Andreas (* 1987), österreichischer Tennisspieler
- Haider-Pregler, Hilde (* 1941), österreichische Theaterwissenschaftlerin
- Haider-Wallner, Anja (* 1979), österreichische Politikerin (Grüne)Anja Haider-Wallner (* 1979)

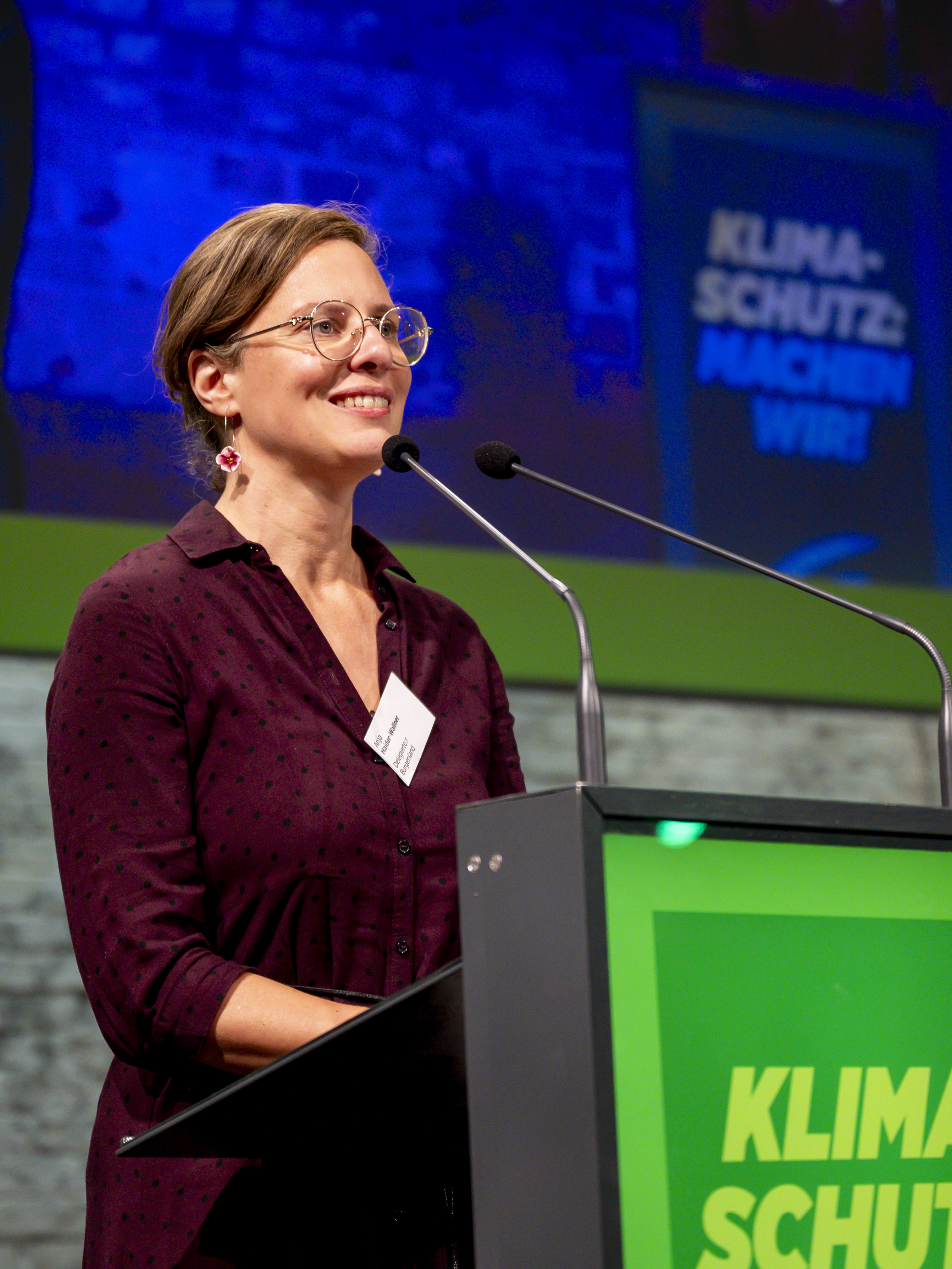
Anja Haider-Wallner (* 1979)

- Haidinger, Alois (* 1944), österreichischer Kodikologe und Wasserzeichenforscher
- Haidinger, Christian (* 1944), österreichischer Geistlicher und Abtpräses
- Haidinger, Daniel (* 1989), deutsch-österreichischer Synchronsprecher, Schauspieler und Musiker
- Haidinger, Herwig (* 1954), österreichischer Polizeibeamter
- Haidinger, Karl (1756–1797), österreichischer Mineraloge und Montanwissenschaftler
- Haidinger, Manfred (* 1963), österreichischer Politiker (FPÖ), Landtagsabgeordneter
- Haidinger, Maria (* 1950), österreichische Politikerin (ÖVP)
- Haidinger, Martin (* 1969), österreichischer Historiker, Autor und Journalist
- Haidinger, Oskar (1908–1987), deutscher Jurist und Bundesrichter
- Haidinger, Peter, deutscher Poolbillardspieler
- Haidinger, Renate (* 1958), deutsche Medizinjournalistin und Patientenrechtsvertreterin
- Haidinger, Wilhelm von (1795–1871), österreichischer Geologe und Mineraloge
- Haidlauf, Sebastian (1539–1580), deutscher Geistlicher
- Haidlmayr, Theresia (1955–2022), österreichische Politikerin (Grüne), Abgeordneter zum Nationalrat
- Haidmayer, Karl (1927–2021), österreichischer Komponist
- Haidn, Carl (1903–1998), deutscher Jurist, Oberbürgermeister von Düsseldorf
- Haidn, Oliver (* 1971), deutscher Bundestrainer der Bogenschützen und Lehrer
- Haidner, Stefanie (* 1977), österreichische Tennisspielerin
- Haidt, Dieter (* 1940), deutscher Physiker
- Haidt, Jonathan (* 1963), US-amerikanischer Psychologe und BestsellerautorJonathan Haidt (* 1963)

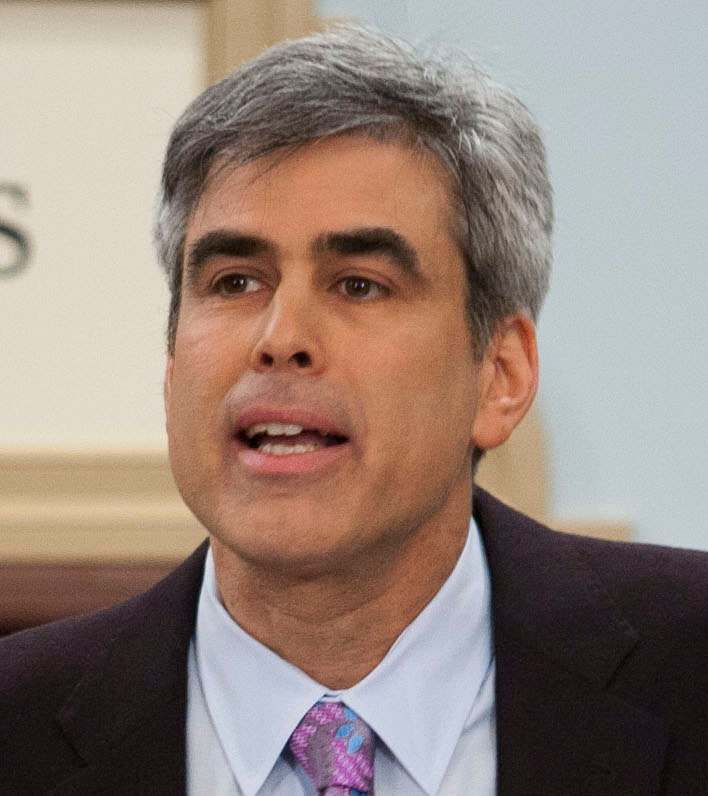
Jonathan Haidt (* 1963)

- Haidt, Oliver (* 1977), österreichischer SchlagersängerOliver Haidt (* 1977)

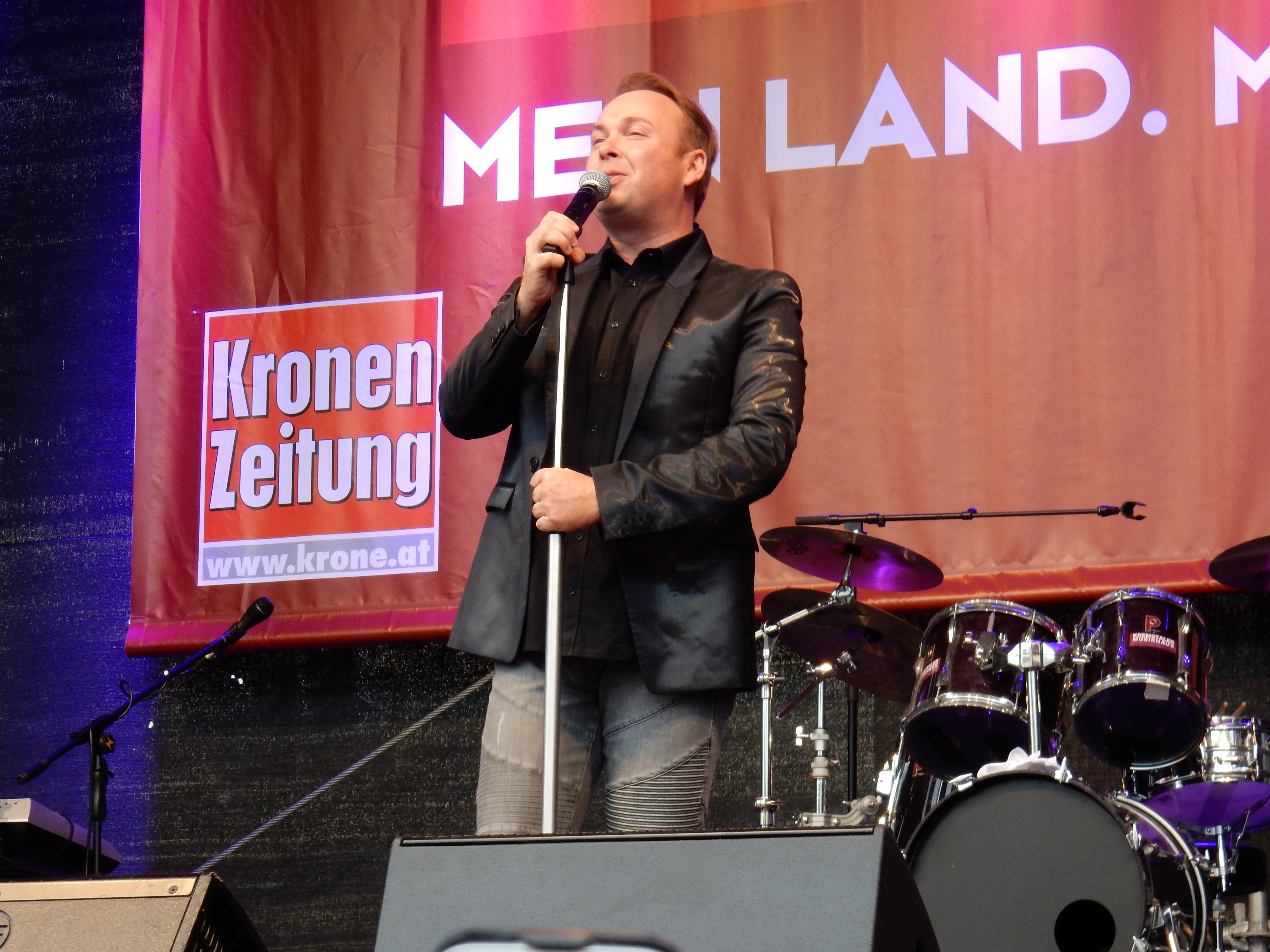
Oliver Haidt (* 1977)

- Haidt, Volker (1958–2017), deutscher Musiker und Radiomoderator
- Haidu, Ion (* 1942), rumänischer Fußballspieler
- Haidu, Noah (* 1972), US-amerikanischer Jazzmusiker (Piano)
- Haidu, Raluca (* 1994), rumänische Kunstturnerin
- Haiduc, Ionel (* 1937), rumänischer Chemiker und Hochschullehrer
- Haiducii (* 1977), rumänische Sängerin
- Haiduck, Hermann (* 1938), deutscher Kunsthistoriker und Restaurator
- Haiduk, Irena (* 1982), serbische Performancekünstlerin
- Haiduk, Manfred (1929–2025), deutscher Literaturwissenschaftler
- Haiduk, Stacy (* 1968), US-amerikanische Schauspielerin
- Haidvogel, Carl Julius (1891–1974), österreichischer Schriftsteller und Standesbeamter

### Haie
- Haier, Joseph (1816–1891), tschechisch-österreichischer Maler, Zeichner und Photograph

### Haif
- Haifa bint Mohammed Al Saud, saudi-arabische Politikerin und Mitglied der Saudi-Dynastie
- Haifa-Maler, apulischer Vasenmaler
- Haifisch, Anna (* 1986), deutsche Comicautorin und Illustratorin

### Haig
- Haig, Al (1924–1982), US-amerikanischer Jazz-Musiker (Pianist und Komponist)
- Haig, Alexander (1924–2010), US-amerikanischer General (United States Army), 59. Außenminister der Vereinigten Staaten
- Haig, Brian (* 1953), US-amerikanischer Schriftsteller
- Haig, Brodie (1886–1957), britischer General
- Haig, Cecil (1862–1947), britischer Degenfechter
- Haig, David (* 1955), britischer Schauspieler
- Haig, Douglas, 1. Earl Haig (1861–1928), britischer Feldmarschall
- Haig, Florence (1856–1952), schottisch-britische Künstlerin und Suffragette
- Haig, George, 2. Earl Haig (1918–2009), britischer Peer, Politiker und Landschaftsmaler
- Haig, Georgina (* 1985), australische Schauspielerin in Film und Fernsehen
- Haig, Isaac, kanadischer Schauspieler
- Haig, Jack (* 1993), australischer Radrennfahrer
- Haig, John (1802–1878), britischer Unternehmer
- Haig, John Thomas (1877–1962), kanadischer Rechtsanwalt und Politiker
- Haig, Matt (* 1975), britischer Schriftsteller und JournalistMatt Haig (* 1975)

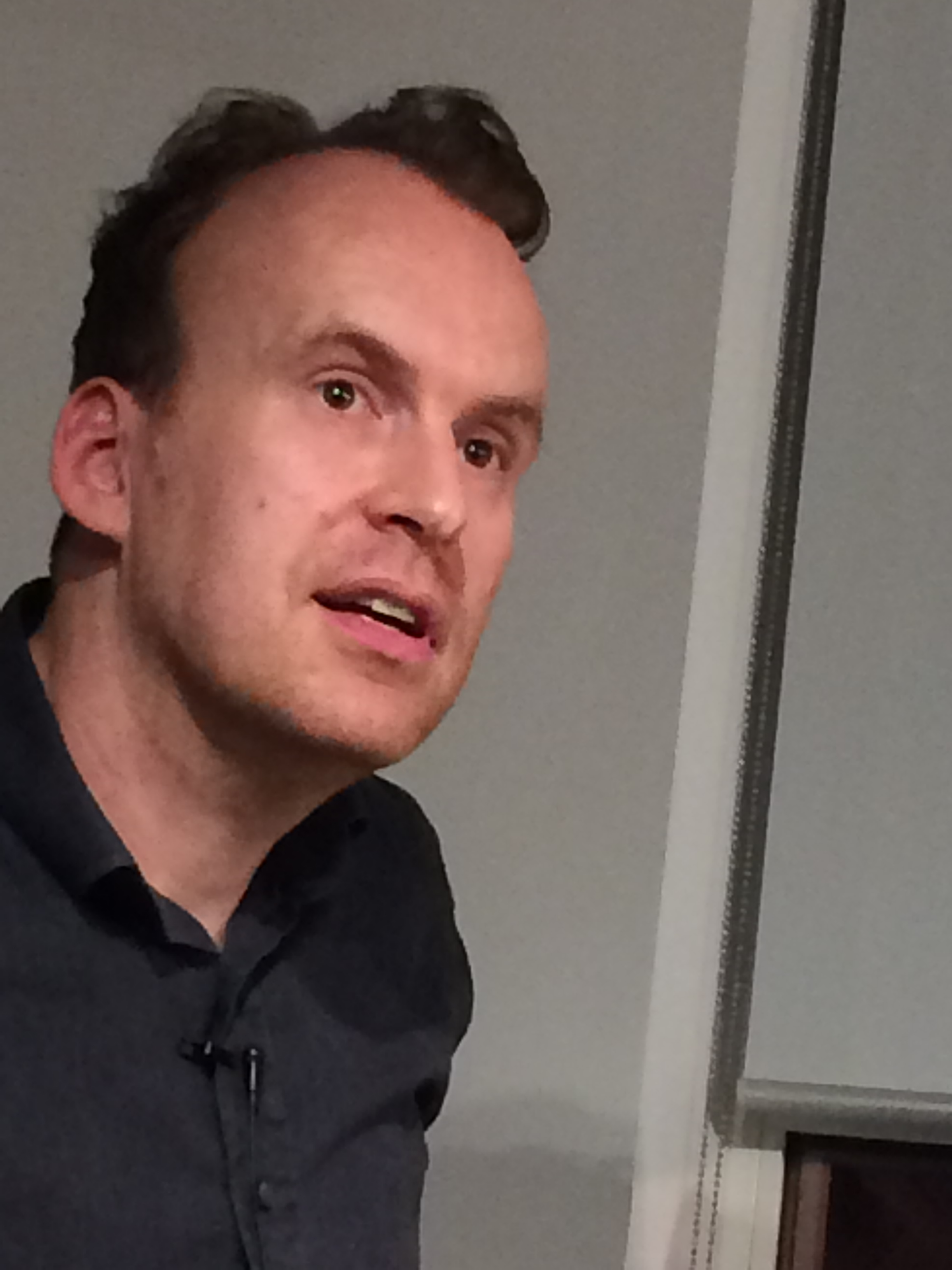
Matt Haig (* 1975)

- Haig, Ronnie (* 1939), US-amerikanischer Rockabilly- und Gospel-Musiker
- Haig, Sid (1939–2019), US-amerikanischer SchauspielerSid Haig (1939–2019)

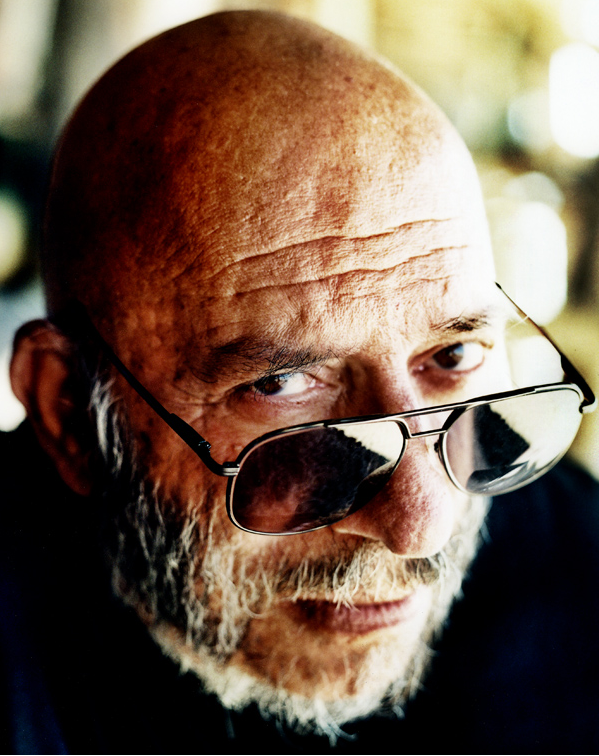
Sid Haig (1939–2019)

- Haigen, Kevin (* 1954), US-amerikanischer Tänzer und Tanzpädagoge
- Haiger, Ernst (1874–1952), deutscher Architekt
- Haiger, Heinrich (1877–1953), deutscher Politiker (CSU), Mitglied der Verfassunggebenden Landesversammlung in Bayern
- Haiger, Theresia (* 1969), österreichische Sängerin, Schauspielerin und Kabarettistin
- Haigermoser, Helmut (* 1940), österreichischer Kaufmann und Politiker (FPÖ), Abgeordneter zum Nationalrat
- Haigh, Andrew (* 1973), britischer Filmregisseur, Drehbuchautor und Filmproduzent
- Haigh, Jennifer (* 1968), US-amerikanische Schriftstellerin
- Haigh, Joanna (* 1954), britische Meteorologin und Klimawissenschaftlerin
- Haigh, John (1909–1949), britischer Serienmörder
- Haigh, Juliette (* 1982), neuseeländische Ruderin
- Haigh, Kenneth (1931–2018), britischer Schauspieler
- Haigh, Louise (* 1987), britische Politikerin
- Haigh, Nancy, US-amerikanische Szenenbildnerin
- Haigh, Robert (* 1945), australischer Hockeyspieler und -trainer
- Haight, Charles (1838–1891), US-amerikanischer Politiker
- Haight, David B. (1906–2004), US-amerikanischer Apostel der Kirche Jesu Christi der Heiligen der Letzten Tage
- Haight, Diane (* 1964), kanadische Skirennläuferin
- Haight, Edward (1817–1885), US-amerikanischer Politiker
- Haight, Elizabeth Hazelton (1872–1964), US-amerikanische Klassische Philologin
- Haight, Henry Huntly (1825–1878), Gouverneur von Kalifornien
- Haight, Jacob, US-amerikanischer Politiker
- Haigis, Anne (* 1955), deutsche Musikerin und SängerinAnne Haigis (* 1955)

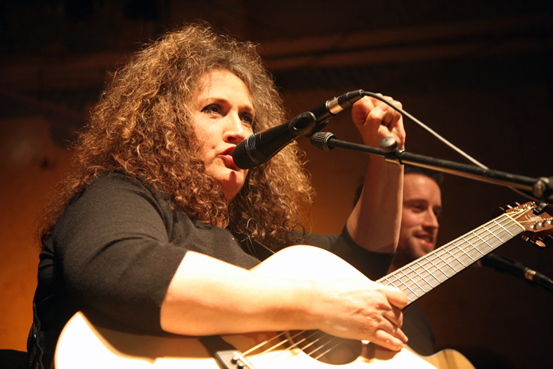
Anne Haigis (* 1955)

- Haigis, Wolfgang (1947–2019), deutscher Physiker
- Haigler, Christine (* 1948), US-amerikanische Eiskunstläuferin
- Haigneré, Claudie (* 1957), französische Astronautin und Politikerin
- Haigneré, Jean-Pierre (* 1948), französischer Raumfahrer

### Haij
- Haijawi-Pirchner, Omar (* 1980), österreichischer Polizist, Brigadier der Bundespolizei

### Haik
- Haïk, Aldo (* 1952), französischer Schachspieler
- Haik, Dimitri, mexikanischer Fußballspieler
- Haïk-Vantoura, Suzanne (1912–2000), französische Organistin, Musiklehrerin, Komponistin und Musiktheoretikerin
- Haikal, Abdulaziz (* 1990), Fußballspieler aus den Vereinigten Arabischen Emiraten
- Haikal, Amirul (* 1999), singapurischer Fußballspieler
- Haikal, Hanna (* 1967), orthodoxer Weihbischof von Deutschland und Mitteleuropa
- Haikal, Mustafa (* 1958), deutscher Autor und Historiker

### Hail
- Hailant, Albert, Schultheiß von Tübingen
- Hailbronner, Karl von (1793–1864), bayerischer Generalleutnant der Kavallerie und Reiseschriftsteller
- Hailbronner, Kay (* 1943), deutscher Rechtswissenschaftler
- Hailbronner, Michaela, deutsche Juristin und Hochschullehrerin
- Haile Selassie (1892–1975), letzter Kaiser von Äthiopien, Messiassymbol in der Rastafari-BewegungHaile Selassie (1892–1975)

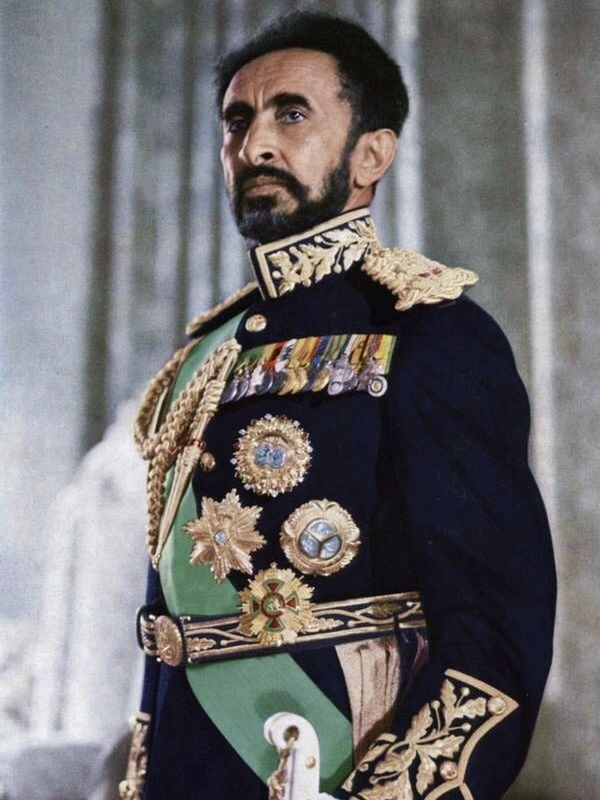
Haile Selassie (1892–1975)

- Haile, Dawit (* 1987), eritreischer Radrennfahrer
- Haile, Kebebush (* 1986), äthiopische Marathonläuferin
- Haile, Reesom (1946–2003), eritreischer Dichter, Journalist und Dozent
- Haile, Roza (* 2006), eritreische Leichtathletin
- Haile, William (1797–1837), US-amerikanischer Politiker
- Haile, William (1807–1876), US-amerikanischer Politiker
- Haile, William H. (1833–1901), US-amerikanischer Politiker
- Haile-Selassie, Maren (* 1999), Schweizer Fussballspieler
- Haile-Selassie, Yohannes (* 1961), äthiopischer Paläoanthropologe
- Hailemariam, Zewde (* 1962), äthiopische Mittelstreckenläuferin
- Hailemichael, Tesfay Gidey (* 1965), äthiopischer Generalmajor
- Hailer, April (* 1959), deutsche Schauspielerin und SängerinApril Hailer (* 1959)

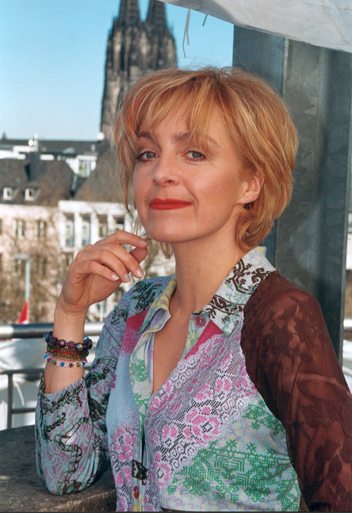
April Hailer (* 1959)

- Hailer, Camillo (1862–1931), deutscher Politiker
- Hailer, Martin (* 1965), deutscher evangelischer Theologe
- Hailer, Thomas (1945–2014), deutscher Schauspieler
- Hailer, Walter (1905–1989), deutscher Jurist und Politiker (CDU)
- Haileselassie, Maheder (* 1990), äthiopische Fotografin
- Haileselassie, Yemane (* 1998), eritreischer Leichtathlet
- Hailey, Arthur (1920–2004), britisch-kanadischer Schriftsteller
- Hailey, Frank (1943–2022), US-amerikanischer Jazzmusiker (Piano)
- Hailey, Joel (* 1971), US-amerikanischer R&B-Künstler der 1990er-Jahre
- Hailey, John (1835–1921), US-amerikanischer Politiker
- Hailey, Leisha (* 1971), US-amerikanische Musikerin und SchauspielerinLeisha Hailey (* 1971)

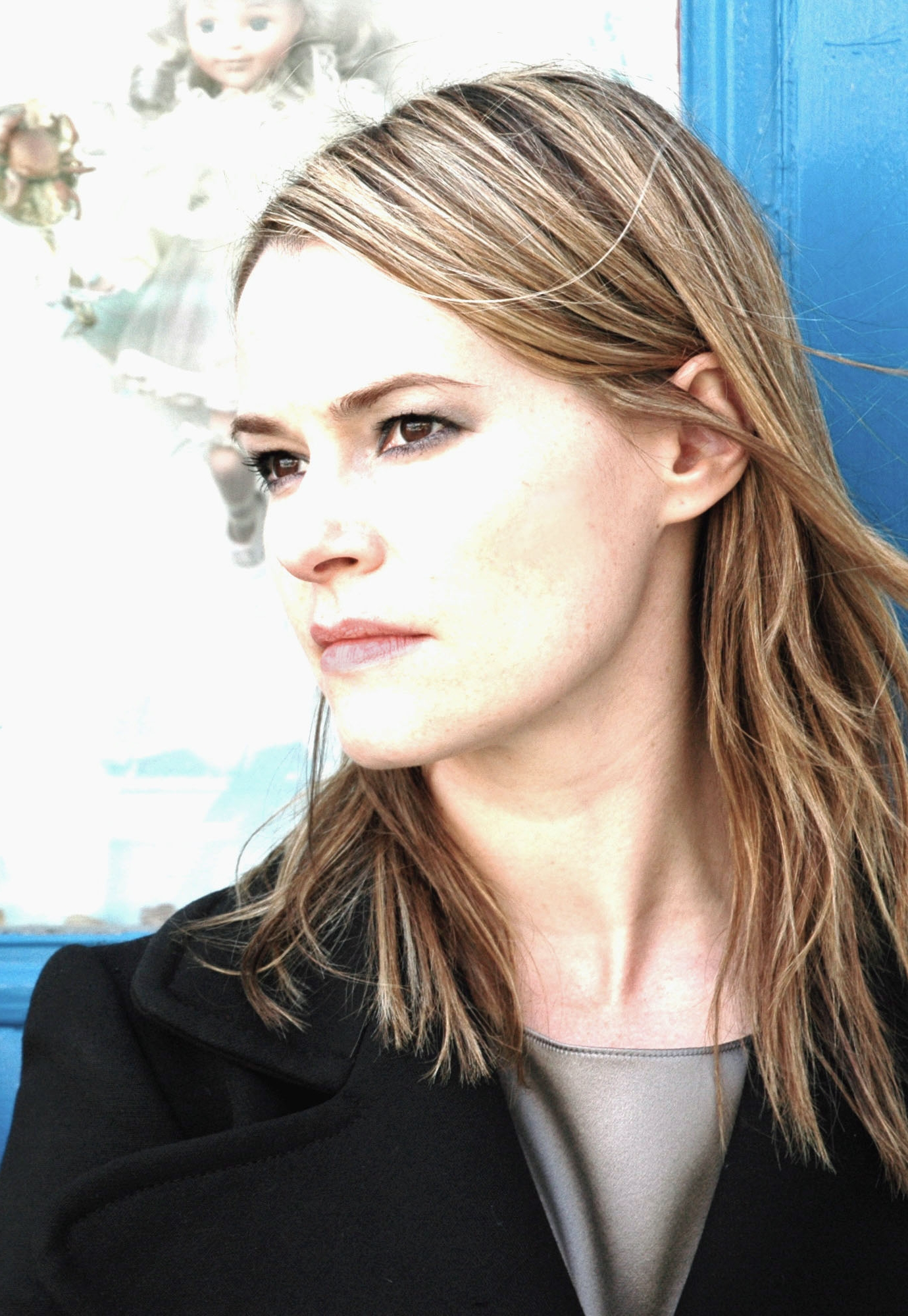
Leisha Hailey (* 1971)

- Hailey, Malcolm, 1. Baron Hailey (1872–1969), britischer Peer und Kolonialadministrator
- Hailey, O. E. (1870–1958), US-amerikanischer Politiker
- Hailfingen, Anselm von, württembergischer Adliger
- Hailfingen, Heinz von, württembergischer Adliger
- Hailfingen, Märklin von, württembergischer Adeliger
- Hailfingen, Markward von (* 1245), württembergischer Ritter und Dienstmann der Pfalzgrafen von Tübingen
- Hailfinger, Manuel (* 1982), deutscher Politiker (CDU), MdL
- Haïlji (* 1955), südkoreanischer Schriftsteller
- Haill, Henriette (1904–1996), österreichische Schriftstellerin
- Hailland, Chrysostomus (1708–1753), Bibliothekar des Klosters St. Gallen
- Hailman, Jack Parker (1936–2016), US-amerikanischer Zoologe und Hochschullehrer
- Hailmann, Ludwig, deutscher Kirchenlieddichter
- Hailmann, William Nicholas (1836–1920), US-amerikanischer Pädagoge schweizerischer Abstammung
- Hailstork, Adolphus (* 1941), US-amerikanischer Komponist und Musikpädagoge
- Hailu Yimenu († 1991), äthiopischer Politiker, Premierminister Äthiopiens
- Hailu, Freweyni (* 2001), äthiopische Leichtathletin
- Hailu, Lemlem (* 2001), äthiopische Leichtathletin
- Hailu, Meseret (* 1990), äthiopische Marathonläuferin
- Hailwood, Mike (1940–1981), britischer Motorradrennfahrer

### Haim
- Haim, Alana (* 1991), US-amerikanische Musikerin und Filmschauspielerin
- Haim, Corey (1971–2010), kanadischer SchauspielerCorey Haim (1971–2010)

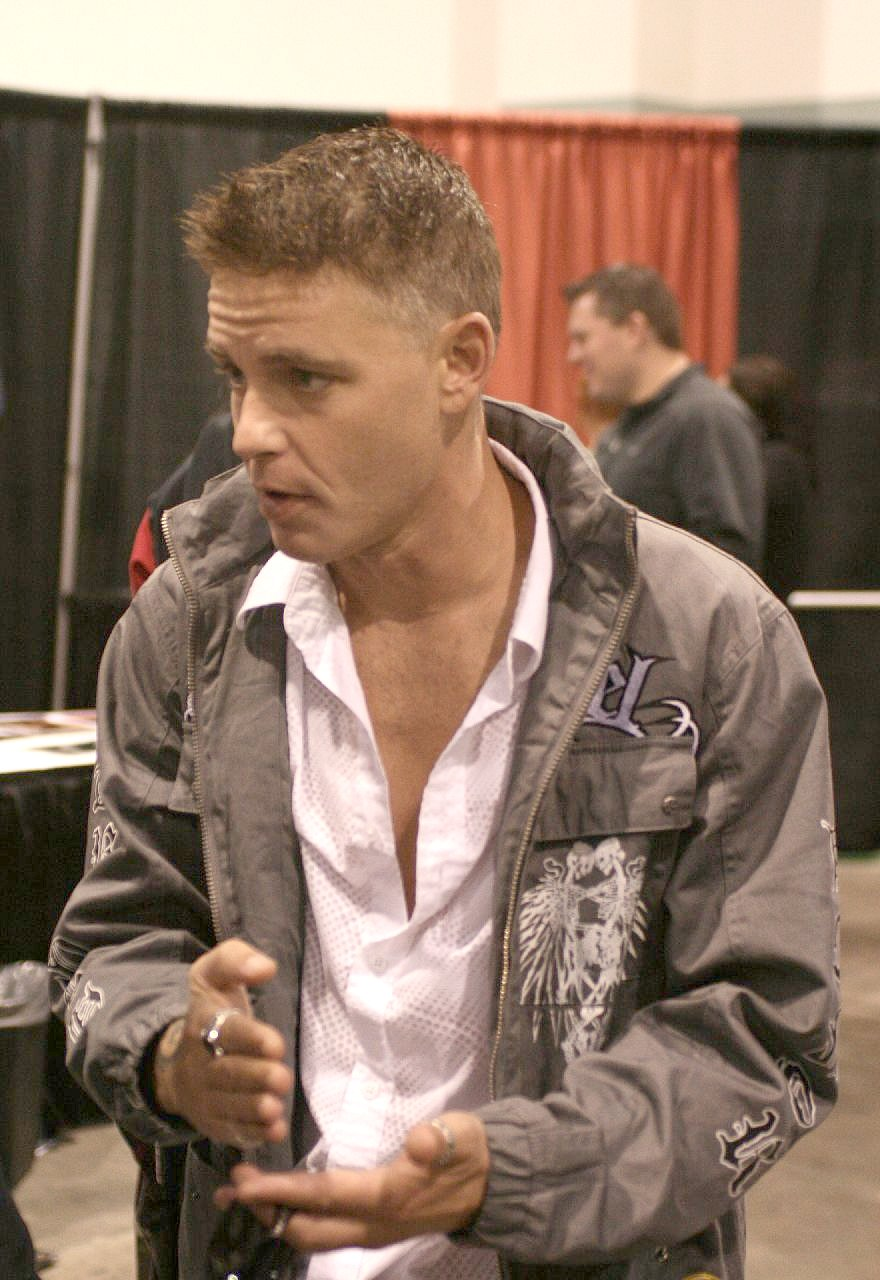
Corey Haim (1971–2010)

- Haïm, Emmanuelle (* 1962), französische Cembalistin und Dirigentin
- Haim, Hans von (1544–1616), oberösterreichischer Landeshauptmann
- Haim, Mario (* 1987), deutscher Hochschullehrer für Kommunikationswissenschaft
- Haim, Ofir (* 1975), israelischer Fußballspieler und -trainer
- Haim, Vanessa (* 1997), deutsche Fußballspielerin
- Haim, Werner (1941–2012), österreichischer Bergsteiger
- Haim, Werner (* 1968), österreichischer Skispringer
- Haim, Yehoyada (* 1941), israelischer Diplomat
- Haim-Wentscher, Tina (1887–1974), deutsch-australische Bildhauerin
- Haimann, Giuseppe (1828–1883), italienischer Justizbeamter, Maler, Schriftsteller und Reisender
- Haimann, Julius (1887–1939), deutscher Filmproduzent, Produktionsleiter und Filmkaufmann
- Haimari, Georges (* 1898), libanesischer Diplomat
- Haimb, Gerold (1678–1751), Schweizer Benediktinermönch, Fürstabt des Klosters Muri
- Haimbe, Mulambo Hamakuni (* 1976), sambischer Politiker (UPND), Mitglied der Nationalversammlung und Minister
- Haimberger, Anton von (1795–1865), österreichischer Rechtswissenschaftler, Richter und Hochschullehrer
- Haimberger, Norbert (* 1969), österreichischer Judoka
- Haimberger-Tanzer, Margarete (1916–1987), österreichische Juristin, Staatsanwältin und Richterin
- Haimbuchner, Lambert (* 1941), österreichischer Politiker (FPÖ), Landtagsabgeordneter
- Haimbuchner, Manfred (* 1978), österreichischer Rechtsanwaltsanwärter und Politiker (FPÖ)Manfred Haimbuchner (* 1978)

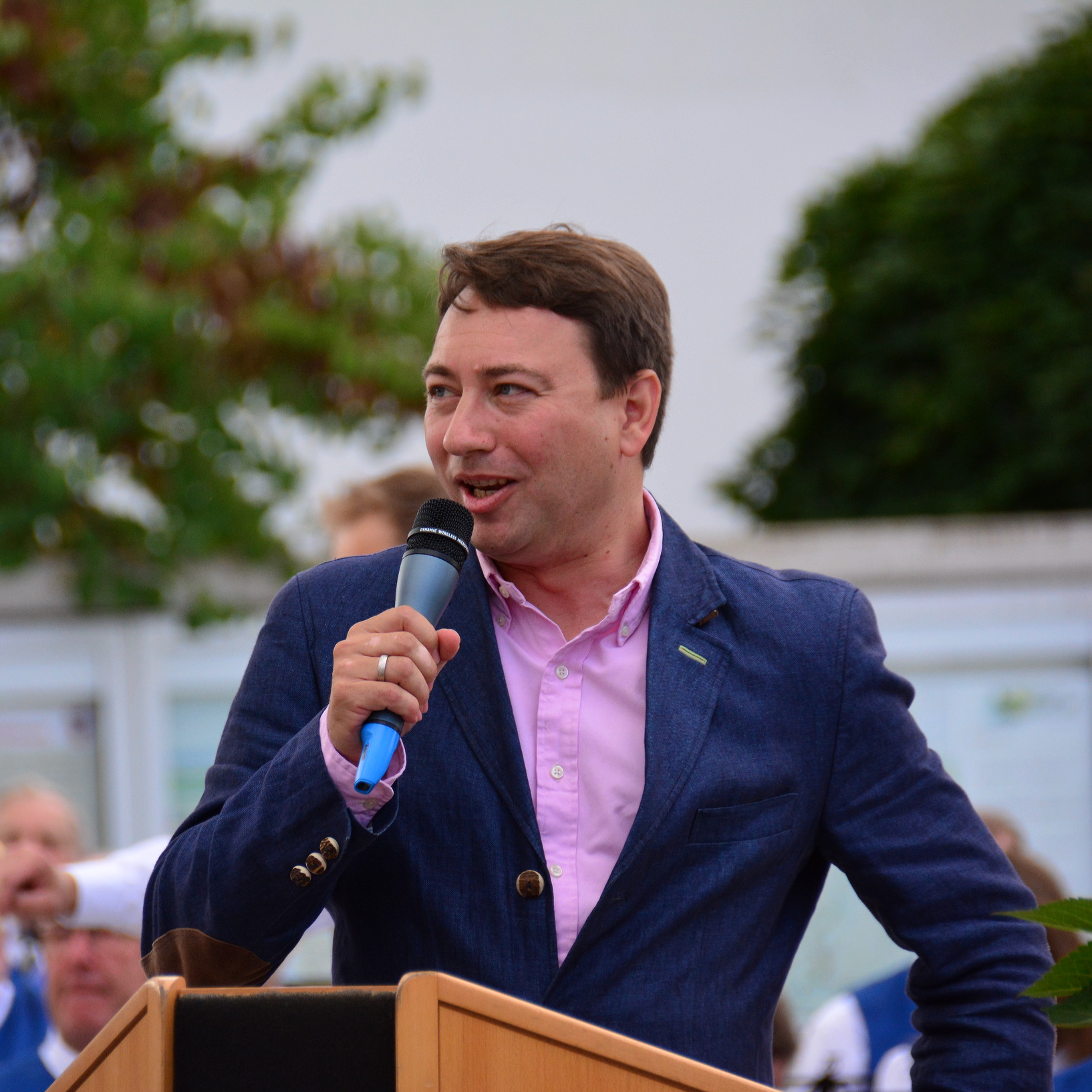
Manfred Haimbuchner (* 1978)

- Haimburger, Christoph (* 1991), österreichischer Floorballspieler
- Haime, Auguste (1790–1877), französischer Arzt
- Haime, Jules (1824–1856), französischer Zoologe, Paläontologe und Geologe
- Haimerl, Deniz (* 2003), deutscher Fußballspieler
- Haimerl, Franz Xaver (1806–1867), österreichischer Jurist und Hochschullehrer
- Haimerl, Peter (* 1961), deutscher Architekt und HochschullehrerPeter Haimerl (* 1961)

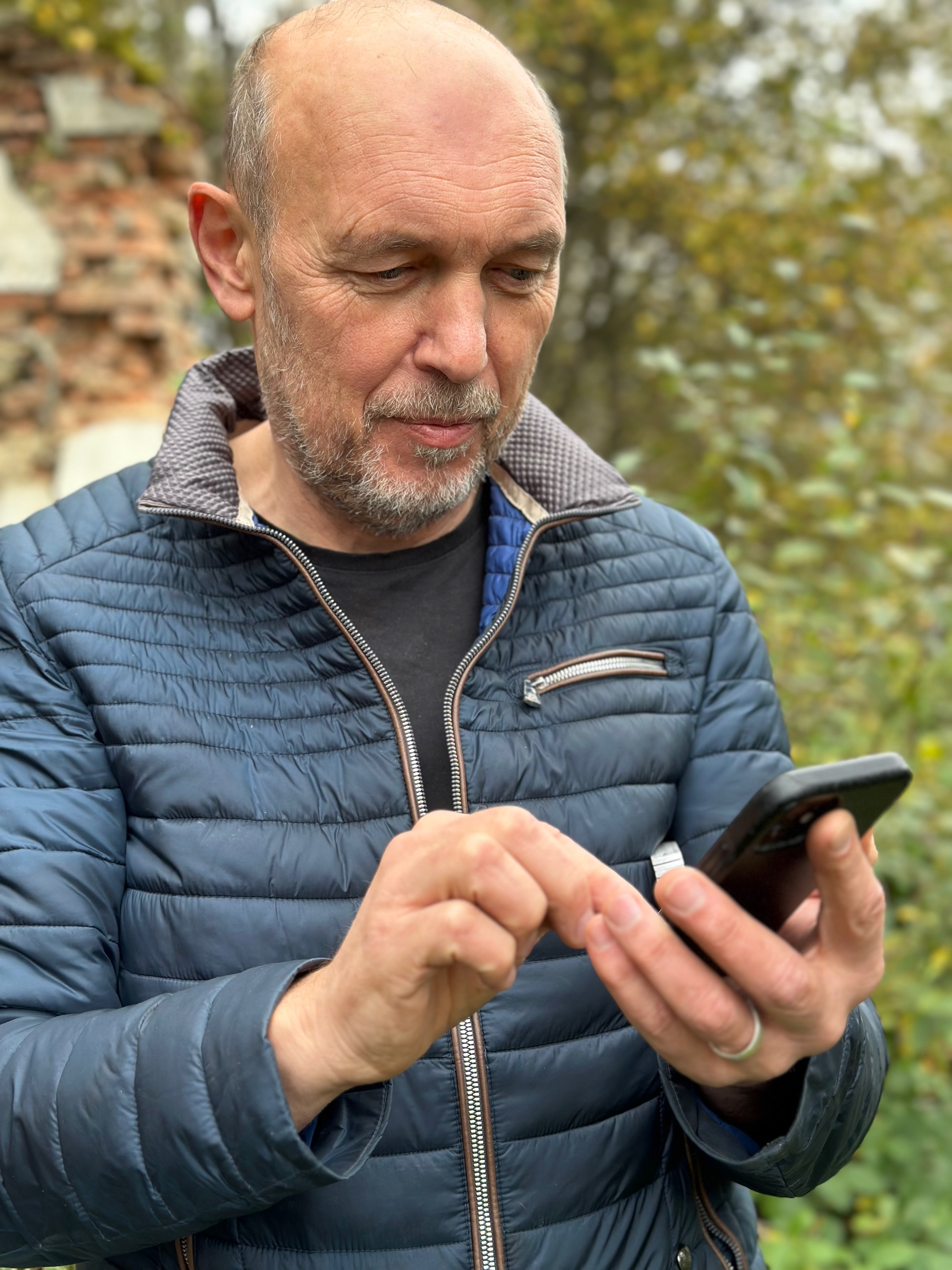
Peter Haimerl (* 1961)

- Haimeur, Malika (* 1956), französische Ingenieurin und Chemikerin
- Haimhausen, Sigmund von (1708–1793), bayerischer Jurist und Unternehmer
- Haimo, Deborah Tepper (1921–2007), US-amerikanische Mathematikerin und Hochschullehrerin
- Haimon-Maler, attisch-schwarzfiguriger Vasenmaler
- Haimor, Fawzi (* 1983), US-amerikanischer Dirigent arabischer Familienherkunft
- Haimoudi, Djamel (* 1970), algerischer Fußballschiedsrichter
- Haimovitz, Matt (* 1970), israelischer Cellist und Musikproduzent

### Hain
- Hain, Andreas (* 1963), deutscher Fußballspieler (DDR)
- Hain, Andreas (* 1966), deutscher Tischtennisspieler, DTTB-Präsident
- Hain, Antje, deutsche Fotografin
- Hain, Bruno (1954–2024), deutscher Sprachwissenschaftler und Mundartautor
- Hain, Christian (* 1987), deutscher Fußballspieler
- Hain, Daniel (* 1985), deutscher Basketballspieler
- Hain, David (* 1980), deutscher Basketballspieler
- Hain, David (* 1981), deutscher Spieleredakteur und Produzent von Webvideos
- Hain, Erhard (1925–2010), deutscher Kunstmaler schlesischer Herkunft
- Hain, Günter (1916–1997), deutscher Maler, Zeichner und Illustrator in der Lausitz
- Hain, Heiko (* 1982), deutscher Politiker (CSU)
- Hain, Jannis (* 1985), deutscher Schauspieler, Hörbuchsprecher und Autor
- Hain, Jeanette (* 1969), deutsche SchauspielerinJeanette Hain (* 1969)

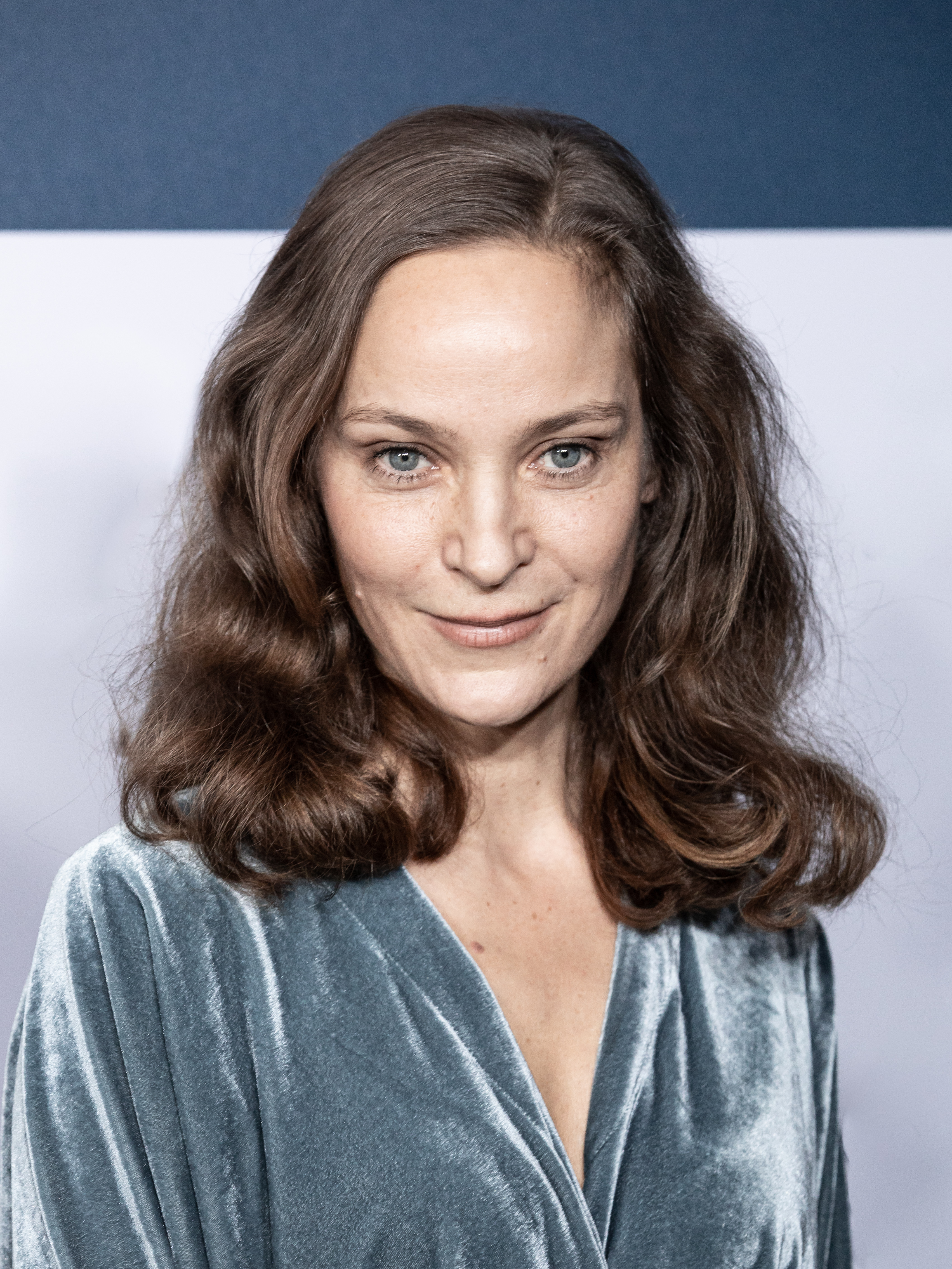
Jeanette Hain (* 1969)

- Hain, Johannes (* 1985), deutscher Fußballspieler
- Hain, Jonas (* 1991), deutscher Schauspieler, Komponist und Pianist
- Hain, Joseph (1809–1852), österreichischer Statistiker
- Hain, Kali (* 1986), deutsche Schauspielerin, Moderatorin und Model
- Hain, Karl-Eberhard (* 1960), deutscher Jurist und ordentlicher Professor
- Hain, Kurt (1908–1985), deutscher Maschinenbauingenieur
- Hain, Ludwig (1781–1836), Schriftsteller, Lexikonredakteur und Bibliograph von Inkunabeln
- Hain, Magda (1920–1998), deutsche Schlagersängerin
- Hain, Mathias (* 1972), deutscher Fußballspieler
- Hain, Mathilde (1901–1983), deutsche Volkskundlerin
- Hain, Michael, Brigadegeneral der Luftwaffe der Bundeswehr
- Hain, Peter (* 1950), britischer Politiker (Labour Party), Mitglied des House of Commons
- Hain, Simone (* 1956), deutsche Architektur- und Planungshistorikerin
- Hain, Stefan (* 1978), deutscher Basketballspieler
- Hain, Stephan (* 1988), deutscher Fußballspieler
- Hain, Uwe (* 1955), deutscher Fußballtorhüter
- Hain, Walter (1921–2007), deutscher Fußballspieler
- Hain, Walter (* 1948), österreichischer Buchautor
- Hain-Hofmann, Tanja (* 1980), deutsche Tischtennisspielerin
- Hainard, Frédéric (* 1975), Schweizer Politiker (FDP)
- Hainauer, Ernst (1907–1970), deutsch-britischer Musikverleger
- Hainault, André (* 1986), kanadischer Fußballspieler
- Hainbach (* 1978), deutscher Komponist experimenteller elektronischer Musik und YouTuberHainbach (* 1978)

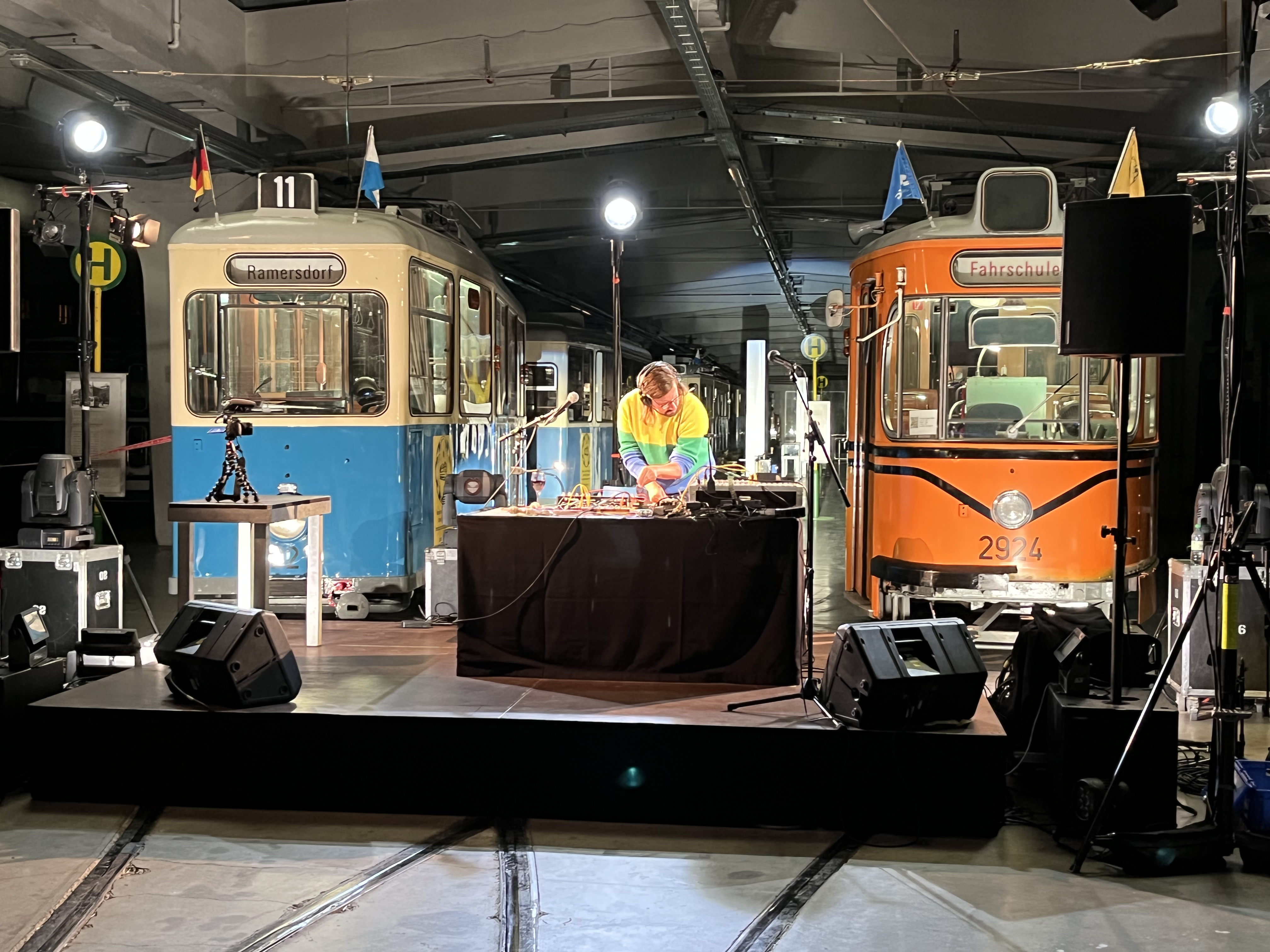
Hainbach (* 1978)

- Hainberger, Paula (* 2007), österreichische Schauspielerin
- Hainbogen, Ascanius (1705–1775), Prämonstratensermönch, Abt des Klosters Neustift bei Freising
- Hainburg, Elisabeth, Schweizer Nonne
- Hainchelin, Carl Heinrich (1773–1842), preußischer Finanzbeamter
- Hainchelin, Claude (1643–1714), deutscher Kaufmann
- Hainchelin, Elisabeth Charlotte Amélie (1765–1815), deutsche Malerin und Schülerin des Malers Chodowiecki
- Hainchelin, Jean George (1690–1751), deutscher Kaufmann
- Hainchelin, Marie Ulrike (* 1771), deutsche Zeichnerin, Schülerin des Malers Chodowiecki
- Hainchelin, Pierre Jérémie (1727–1787), preußischer Finanzbeamter
- Haindl, Erika (1931–2019), deutsche Kulturanthropologin, Frauenrechtlerin, Denkmalschützerin und SPD-Stadtverordnete in Hofheim am Taunus
- Haindl, Franz (* 1879), deutscher Politiker (Wirtschaftliche Vereinigung; DBP), MdR
- Haindl, Franz Seraph (1865–1931), deutscher Kunstmaler
- Haindl, Friedrich (1872–1960), deutscher Architekt
- Haindl, Friedrich Ferdinand (1910–2002), deutscher Architekt
- Haindl, Georg (1816–1878), deutscher Unternehmer und Gründer der Haindl’schen Papierfabriken in Augsburg
- Haindl, Georg (1881–1958), deutscher Papierfabrikant und Wirtschaftspolitiker
- Haindl, Georg (1914–1970), deutscher Unternehmer
- Haindl, Hermann (1927–2013), deutscher Theatermaler und Künstler
- Haindl, Johannes (* 1956), deutscher Diplomat
- Haindl, Werner (* 1948), österreichischer Schauspieler
- Haindl-Lapoirie, Elfy (1907–1969), österreichisch-französische Malerin
- Haindorf, Alexander (1784–1862), Mediziner, Publizist und jüdischer Reformer
- Haine, Franz Ludwig Jakob von (1767–1837), preußischer Generalmajor
- Hainebach, Moritz (1872–1941), deutscher Geiger und Musiklehrer
- Hainer, Eugene Jerome (1851–1929), US-amerikanischer Politiker
- Hainer, Herbert (* 1954), deutscher Manager und Vorstandsvorsitzender der adidas-Salomon AG
- Hainer, Lukas (* 1988), deutscher Texter, Komponist, Songwriter und Musikproduzent
- Hainer, Walter (* 1961), deutscher Fußballspieler
- Haines, Avril (* 1969), US-amerikanische Juristin und RegierungsbeamteAvril Haines (* 1969)

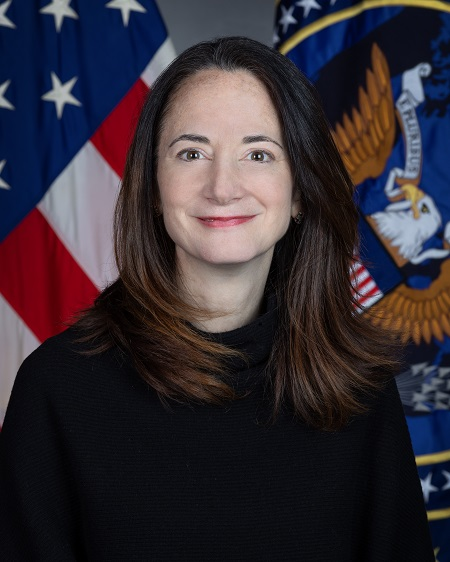
Avril Haines (* 1969)

- Haines, Berton (* 1980), neuseeländisch-kanadischer Eishockeyspieler
- Haines, Betsy (* 1960), US-amerikanische Skilangläuferin
- Haines, Carolyn (* 1953), US-amerikanische Autorin von Kriminalliteratur
- Haines, Charles Delemere (1856–1929), US-amerikanischer Politiker
- Haines, Charles Grove (1879–1948), US-amerikanischer Politikwissenschaftler und Hochschullehrer
- Haines, Connie (1921–2008), US-amerikanische Big-Band-Sängerin
- Haines, Daniel (1801–1877), US-amerikanischer Politiker
- Haines, David Cawthorne (1970–2014), britischer Entwicklungshelfer
- Haines, Donald, US-amerikanischer Schauspieler
- Haines, Elisabeth (* 1936), deutsche Politikerin (SPD)
- Haines, Emily (* 1974), kanadische Songschreiberin, Sängerin und KomponistinEmily Haines (* 1974)

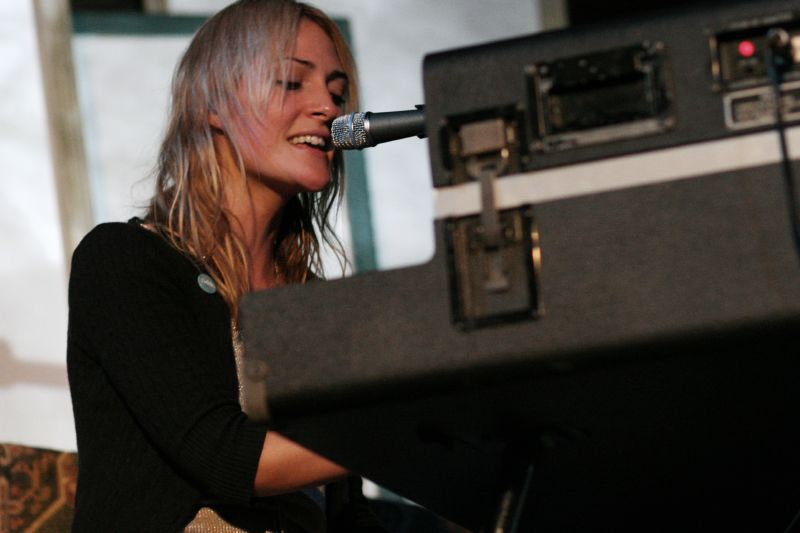
Emily Haines (* 1974)

- Haines, Fred (1936–2008), US-amerikanischer Drehbuchautor und Filmregisseur
- Haines, Frederick (1819–1909), britischer Feldmarschall und Oberbefehlshaber in Indien
- Haines, Harry L. (1880–1947), US-amerikanischer Politiker
- Haines, Jackson (1840–1876), Ballettmeister und Eiskunstläufer; Begründer des modernen Eiskunstlaufes
- Haines, James (* 1954), US-amerikanischer Ringer
- Haines, Jeffrey Robert (* 1958), US-amerikanischer Geistlicher und römisch-katholischer Weihbischof in Milwaukee
- Haines, Jessica (* 1978), südafrikanische Schauspielerin
- Haines, John Charles (1818–1896), US-amerikanischer Politiker
- Haines, John M. (1863–1917), US-amerikanischer Politiker
- Haines, Kathryn Miller (* 1971), amerikanische Schriftstellerin und Schauspielerin
- Haines, Malcolm (1936–2013), britischer Physiker
- Haines, Paul (1933–2003), amerikanisch-kanadischer Dichter
- Haines, Ralph E. junior (1913–2011), US-amerikanischer Offizier, General der US Army
- Haines, Randa (* 1945), US-amerikanische Filmregisseurin und Filmproduzentin
- Haines, Robbie (* 1954), US-amerikanischer Segler
- Haines, Tim, Drehbuchautor und Regisseur
- Haines, William (1854–1919), US-amerikanischer Politiker
- Haines, William (1900–1973), US-amerikanischer SchauspielerWilliam Haines (1900–1973)

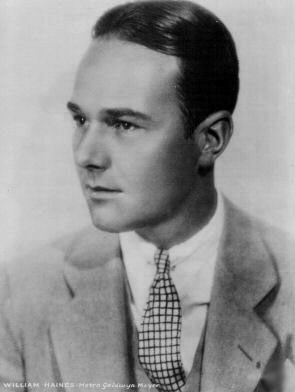
William Haines (1900–1973)

- Haines, William Clark (1810–1866), australischer Politiker, erster Premier von Victoria
- Haingura, Kethobogile (* 1998), botswanischer Mittelstreckenläufer
- Haingura, Petrina (* 1959), namibische Politikerin und Vizeministerin
- Hainhofer, Philipp (1578–1647), deutscher Kaufmann, Kunstagent, Nachrichtenkorrespondent und Diplomat
- Haïnikoye, Torda (1942–2008), nigrischer Offizier und Politiker
- Haining, Robert (1882–1959), britischer General
- Hainisch, Edmund (1895–1985), österreichischer Politiker (ÖVP), Landtagsabgeordneter
- Hainisch, Erwin (1895–1964), österreichischer Kunsthistoriker und Denkmalpfleger
- Hainisch, Leopold (1891–1979), österreichischer Schauspieler, Opernsänger und Regisseur für Theater, Film und Fernsehen
- Hainisch, Marianne (1839–1936), österreichische Begründerin und Führerin der österreichischen Frauenbewegung
- Hainisch, Michael (1858–1940), österreichischer BundespräsidentMichael Hainisch (1858–1940)

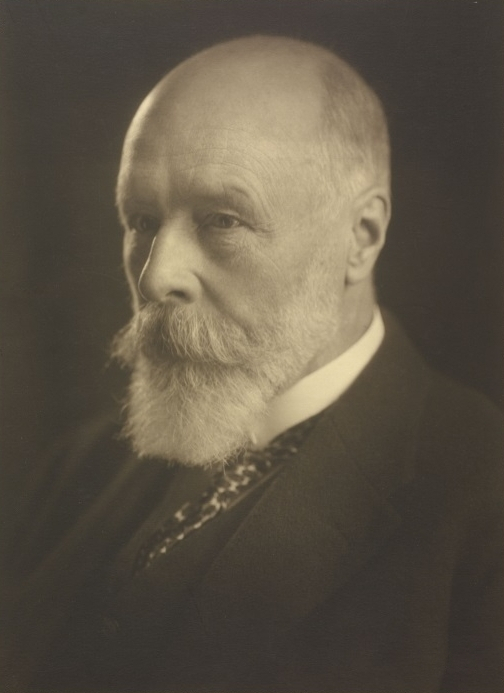
Michael Hainisch (1858–1940)

- Hainisch-Marchet, Ludovica (1901–1993), österreichische Pädagogin und Frauenrechtlerin
- Hainitz, Rudolf (* 1977), österreichischer Kampfsportler, vierfacher österreichischer Meister im Jiu Jitsu
- Hainka, Florian (* 1998), österreichischer Fußballspieler
- Hainke, Wolfgang (* 1944), deutscher Künstler
- Hainl, François George (1807–1873), französischer Violoncellist, Dirigent und Komponist
- Hainle, Max (1882–1924), deutscher Schwimmer
- Hainlein, Paul (1626–1686), deutscher Komponist und Trompetenmacher des Barock
- Hainmüller, Jens, deutscher Politologe
- Haino, Keiji (* 1952), japanischer Musiker
- Hains, Gaston (1921–1986), kanadischer Geistlicher, römisch-katholischer Bischof von Amos
- Hains, Raymond (1926–2005), französischer Maler und Bildhauer
- Hains, Thornton Jenkins (1866–1953), US-amerikanischer Schriftsteller
- Hainsalu, Lehte (* 1938), estnische Schriftstellerin
- Hainsey, Ron (* 1981), US-amerikanischer Eishockeyspieler
- Hainsky, Karl Siegmund von (1738–1811), königlich preußischer Generalmajor und zuletzt Kommandeur des Dragoner-Regiments Nr. 9
- Hainsworth, George (1895–1950), kanadischer Eishockeyspieler
- Hainsworth, Isis (* 1998), britische FilmschauspielerinIsis Hainsworth (* 1998)

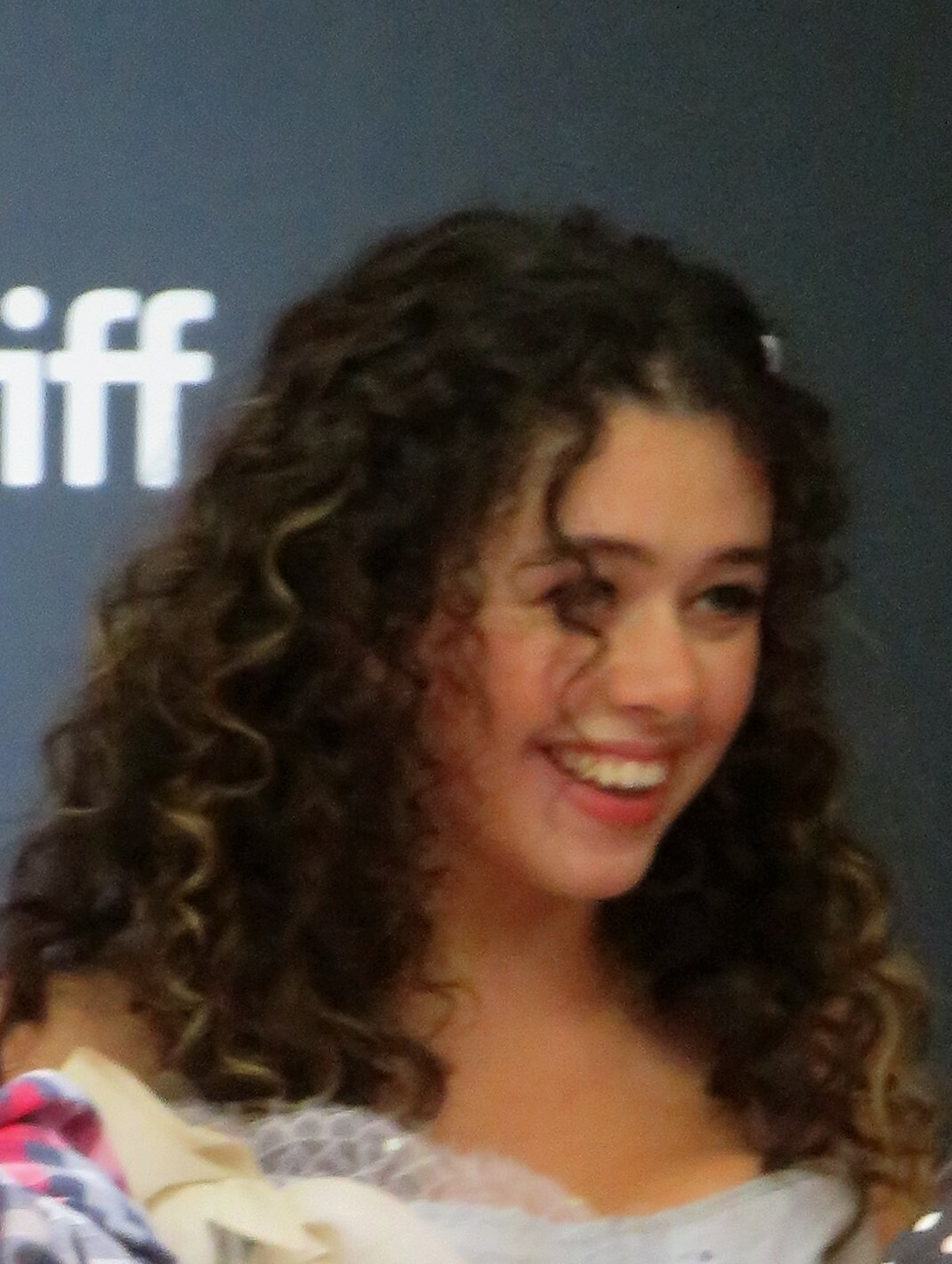
Isis Hainsworth (* 1998)

- Hainsworth, John, britischer Schauspieler
- Hainthaler, Theresia (* 1947), deutsche römisch-katholische Theologin
- Haintz, Otto (1890–1969), deutscher Historiker
- Haintzel, Hans Heinrich (* 1553), deutscher Patrizier, Ratsherr, Kirchenpfleger von Augsburg und Gutsbesitzer
- Hainuca, Gilbert (* 1994), namibischer Sprinter
- Hainý, Přemysl (1925–1993), tschechoslowakischer Eishockeyspieler und -trainer
- Hainyeko, Tobias (1932–1967), namibischer Freiheitskämpfer in Südwestafrika
- Hainz, Albert (* 1964), österreichischer Radrennfahrer
- Hainz, Christoph (* 1962), italienischer Extrembergsteiger (Südtirol)Christoph Hainz (* 1962)

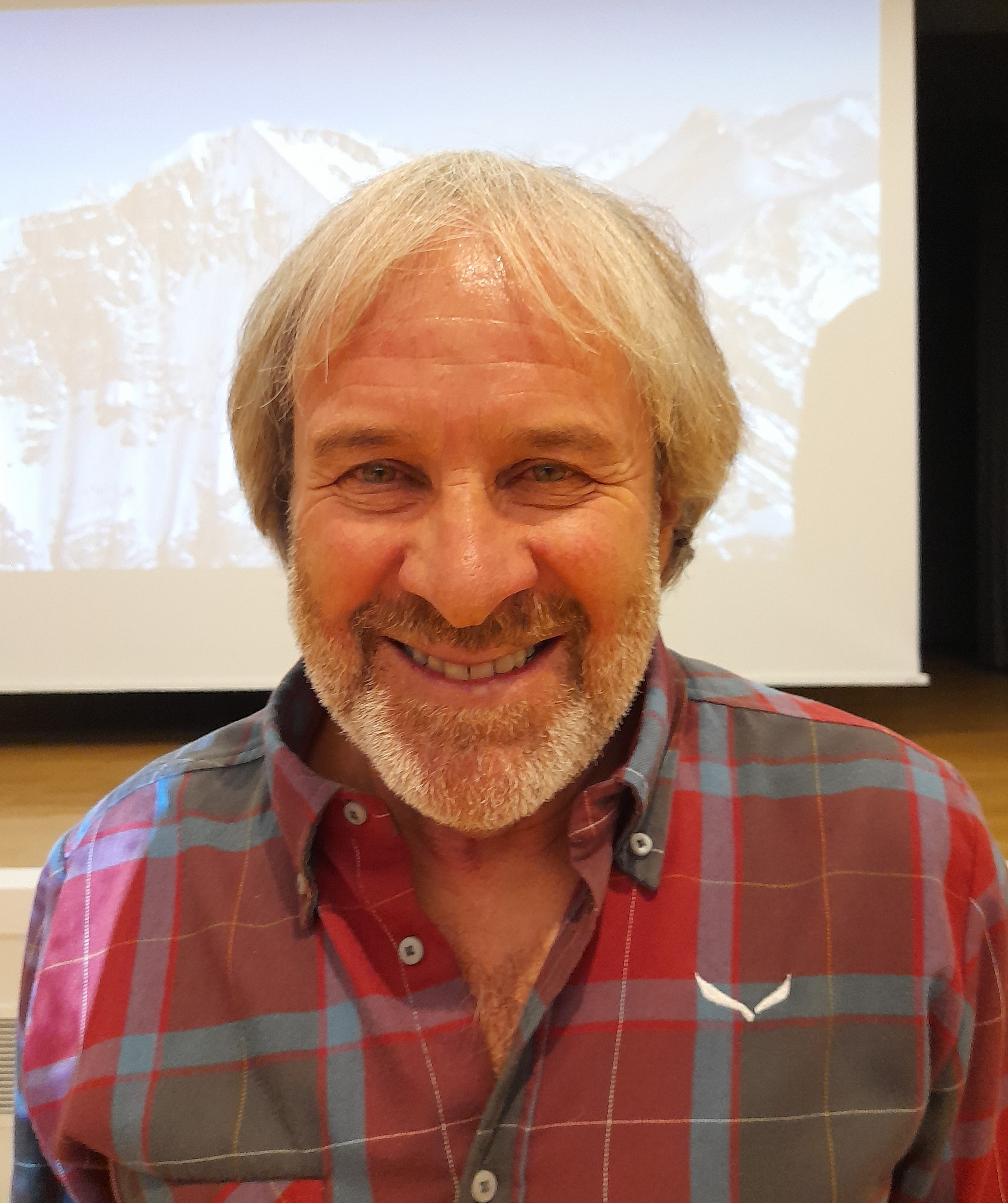
Christoph Hainz (* 1962)

- Hainz, Jakob (1775–1839), österreichischer Architekt
- Hainz, Jaroslav (* 1883), böhmischer Tennisspieler
- Hainz, Josef (1936–2018), deutscher Theologe, römisch-katholischer Priester und Neutestamentler
- Hainz, Joseph August (1804–1879), Landtagsabgeordneter Großherzogtum Hessen
- Hainz, Jürgen (1950–1972), deutsches Todesopfer an der innerdeutschen Grenze
- Hainz, Martin A. (* 1974), österreichischer Germanist, Literatur- und Übersetzungstheoretiker
- Hainz, Michael (* 1990), italienischer Eishockeyspieler
- Hainzel, Johann Baptist (1524–1581), Augsburger Bürgermeister, Förderer der Wissenschaft
- Hainzel, Paul (1527–1581), deutscher Astronom und Bürgermeister von Augsburg
- Hainzl, Georg (* 1974), österreichischer Bergmann, Überlebender des Grubenunfalls in Lassing (Österreich)
- Hainzl, Otto (* 1966), österreichischer Künstler und Fotograf
- Hainzl, Sandra (* 2002), deutsche Radrennfahrerin
- Hainzl, Sepp (1888–1960), österreichischer Politiker (NSDAP), MdR und SS-Führer

### Haip
- Haipl, Clemens (* 1969), österreichischer Autor, Zeichner, Kabarettist und Musikproduzent

### Hair
- Hair, India (* 1987), französische SchauspielerinIndia Hair (* 1987)

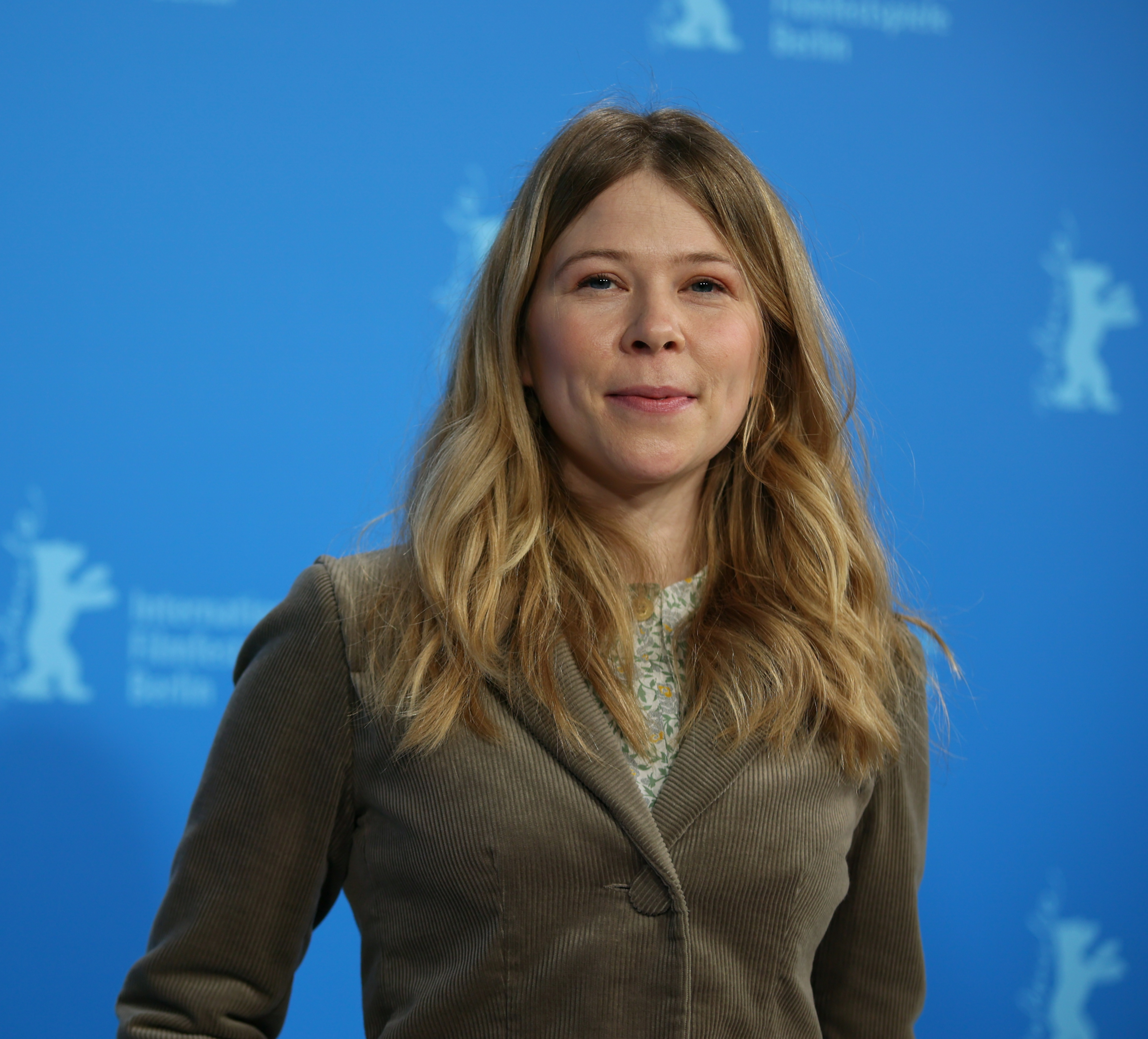
India Hair (* 1987)

- Hair, Thomas († 1875), englischer Maler
- Hairabedian, Jacques (1926–2014), französischer Boxer
- Hairabedian, Sareen, armenisch-jordanische Filmemacherin
- Hairane, Jamal (* 1993), katarischer Leichtathlet marokkanischer Herkunft
- Haire, John, Baron Haire of Whiteabbey (1908–1966), britischer Politiker (Labour), Mitglied des House of Commons
- Haire, Norman (1892–1952), australisch-britischer Mediziner und Sexualreformer
- Haire, Preston (* 1998), US-amerikanischer American-Football-Spieler
- Hairer, Ernst (* 1949), österreichischer Mathematiker
- Hairer, Martin (* 1975), österreichischer Mathematiker
- Hairie, Khairul (* 2000), singapurischer Fußballspieler
- Hairs, Ollie (* 1991), schottischer Cricketspieler
- Hairston, Gene (1929–2014), US-amerikanischer Boxer
- Hairston, Marlon (* 1994), US-amerikanischer Fußballspieler
- Hairston, Mike (* 1977), deutscher Handballspieler

### Hais
- Hais, Josef Jan (1829–1892), Bischof von Königgrätz
- Haisch, Andreas (1901–1969), deutscher Politiker (MdL und Landrat)
- Haisch, Hermann (1938–2019), deutscher Politiker (CSU), Landrat des Landkreises Unterallgäu
- Haisch, Stephan (* 1967), deutscher Soldat, Marineoffizier
- Haischer, Klaus (* 1949), deutscher Politiker (SPD), MdL
- Haise, Franck (* 1971), französischer Fußballspieler und -trainer
- Haise, Fred (* 1933), US-amerikanischer AstronautFred Haise (* 1933)

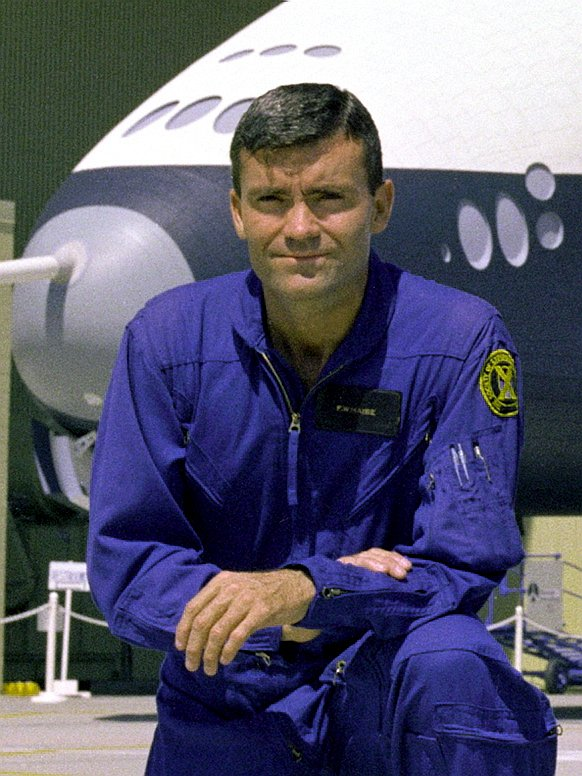
Fred Haise (* 1933)

- Haise, Lars (* 1989), deutscher Politiker (AfD), MdB
- Haiser, Franz (1871–1945), österreichischer Agitator des Antisemitismus
- Haislett, Nicole (* 1972), US-amerikanische Schwimmerin
- Haisley, Ernle (* 1937), jamaikanischer Hochspringer
- Haislip, Marcus (* 1980), US-amerikanischer Basketballspieler
- Haislip, Wade H. (1889–1971), US-amerikanischer Offizier, General der US Army
- Haisman, Gary (1958–2018), britischer Sänger und Stilikone des Acid House
- Haiß, Wilhelm Ritter von (1852–1927), Präsident des Obersten bayerischen Landesgerichts und Mitglied des bayerischen Reichsrats
- Haïssaguerre, Michel (* 1955), französischer Kardiologe
- Haissinsky, Moïse (1898–1976), französischer Chemiker
- Haist, Jane (1949–2022), kanadische Diskuswerferin und Kugelstoßerin
- Haist, Josef (1894–1950), österreichischer Fußballspieler und -trainer
- Haistulph († 825), Erzbischof von Mainz (813–825)

### Hait
- Hait, Paul (* 1940), US-amerikanischer Schwimmer
- Haït-Weyl, Ninon (1911–2007), französisches Mitglied der Résistance
- Haitani, Kenjirō (1934–2006), japanischer Kinderbuchautor
- Haitel, Michael (* 1959), deutscher Herausgeber und Redakteur
- Haitembu, Ndawana (* 2002), namibische Sprinterin
- Haitengi, Roger (* 1983), namibischer Dreispringer
- Haitham ibn Tariq (* 1954), omanischer SultanHaitham ibn Tariq (* 1954)

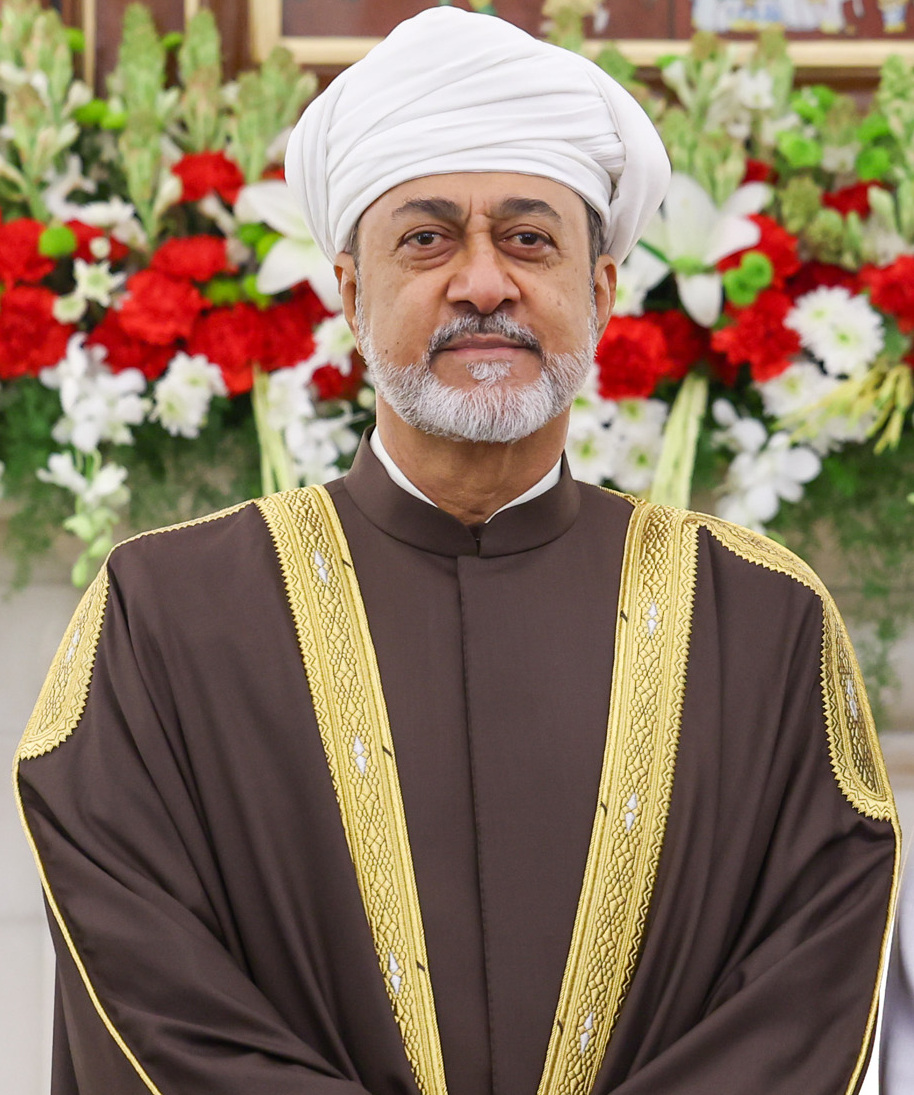
Haitham ibn Tariq (* 1954)

- Haitinger, Max (1868–1946), österreichischer Mikroskopiker
- Haitink, Bernard (1929–2021), niederländischer Dirigent
- Haitkin, Jacques (1950–2023), US-amerikanischer Kameramann
- Haito († 836), Abt des Klosters Reichenau (806–823) und Bischof von Basel (802–823)
- Haitto, Heimo (1925–1999), finnisch-amerikanischer Geiger
- Haitz, Tobias (* 1992), deutscher Fußballspieler
- Haitz, Wolfgang (* 1962), deutscher Musiker
- Haitze, Pierre-Joseph de (1656–1737), französischer Regionalhistoriker
- Haitzer, Andreas (* 1967), österreichischer Politiker (SPÖ), Landtagsabgeordneter in Salzburg
- Haitzinger, Horst (* 1939), politischer Karikaturist
- Haitzler, Carsten (* 1975), australisch-deutscher Programmierer und Enlightenment-Hauptentwickler
- Haitzmann, Christoph († 1700), österreichischer Maler

### Haiv
- Häiväoja, Heikki (1929–2019), finnischer Bildhauer, Medailleur und Hochschullehrer
- Häiväoja, Paula (1929–2011), finnische Schmuckdesignerin und Modedesignerin

### Haiy
- Haiyti (* 1993), deutsche RapperinHaiyti (* 1993)

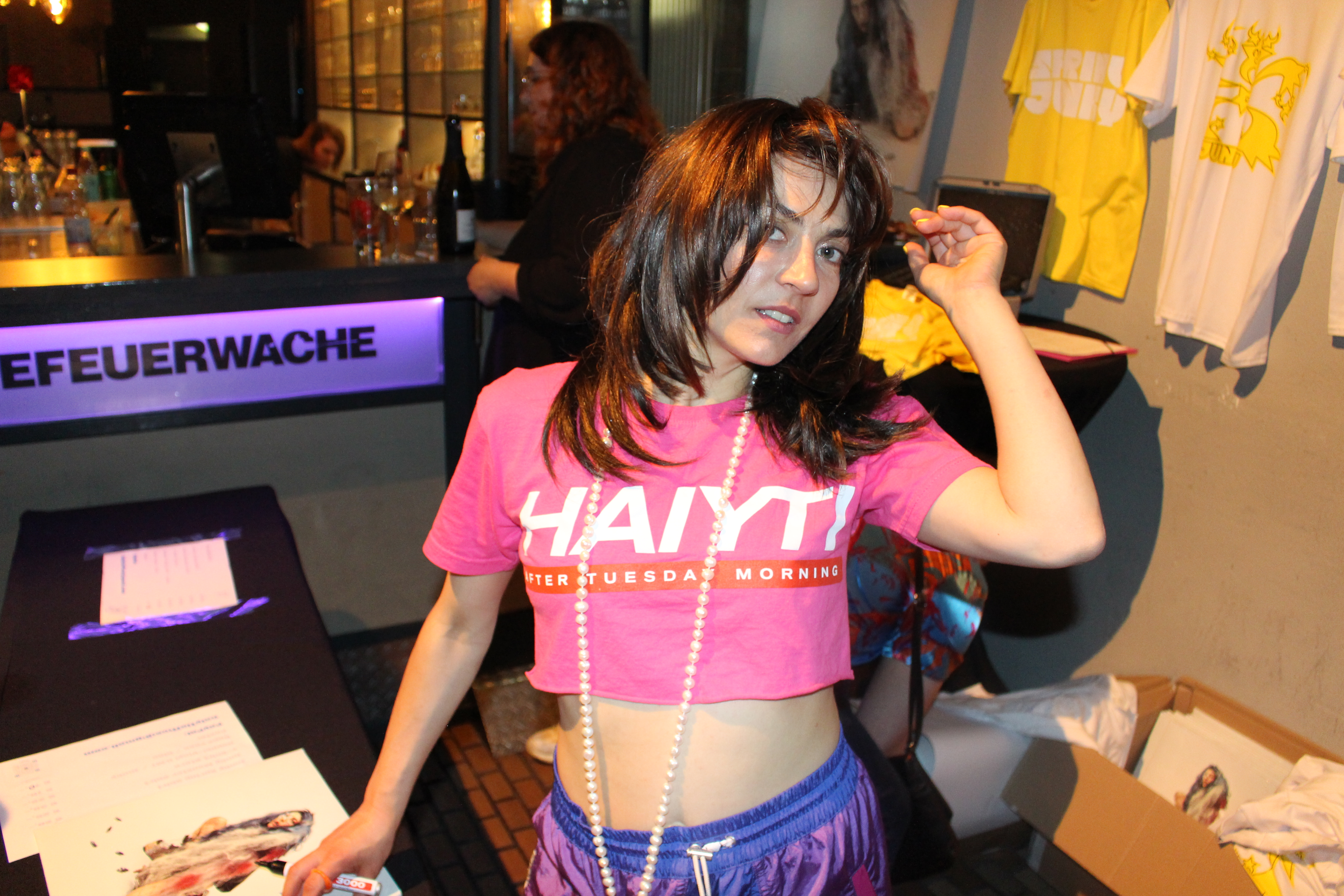
Haiyti (* 1993)

### Haiz
- Haiz, Fidelis (1801–1872), deutscher römisch-katholischer Theologe und Geistlicher
- Haizad Muhamad, Mohd Rizzua (* 1997), malaysischer Hürdenläufer
- Haizinger, Amalie (1800–1884), deutsche Schauspielerin
- Haizinger, Anton (1796–1869), österreichischer Opernsänger (Tenor)
- Haizmann, Richard (1895–1963), deutscher Maler, Bildhauer, Keramiker und Holzschneider